# Bremgarten AG
| AG ist das Kürzel für den Kanton Aargau in der Schweiz. Es wird verwendet, um Verwechslungen mit anderen Einträgen des Namens Bremgarten zu vermeiden. |

Bremgarten (schweizerdeutsch gesprochen: ˈbræŋˌgɑrtə) ist eine Kleinstadt und Einwohnergemeinde im Kanton Aargau in der Schweiz sowie Hauptort des Bezirks Bremgarten. Sie liegt im unteren Reusstal, rund (jeweils Luftlinie) 16 km westlich von Zürich, 23 km östlich der Kantonshauptstadt Aarau und 35 km nördlich von Luzern. Mit etwas mehr als 8000 Einwohnern ist Bremgarten nach Wohlen die zweitbevölkerungsreichste Gemeinde der Region Freiamt.
Das von den Habsburgern gegründete Städtchen war von 1415 bis 1798 Teil der Grafschaft Baden, einer Gemeinen Herrschaft der Eidgenossen. 1443 lehnte Bremgarten während des Alten Zürichkrieges das Angebot ab, sich als gleichberechtigtes Mitglied der Eidgenossenschaft anzuschliessen. Von 1798 bis 1803 gehörte das Städtchen zum Kanton Baden, seither zum Kanton Aargau.
Die auf drei Seiten von der Reuss umschlossene, verkehrsberuhigte Altstadt ist ein Kulturdenkmal nationaler Bedeutung. Die vier Jahrmärkte, insbesondere der Christchindlimärt zur Adventszeit, besitzen eine überregionale Ausstrahlung und machen Bremgarten zum touristischen Zentrum des südöstlichen Aargaus. Ausserdem ist Bremgarten Standort einer Genietruppen-Kaserne der Schweizer Armee.

Historisches Luftbild von Walter Mittelholzer von 1922

Bremgarten, historisches Luftbild von 1947

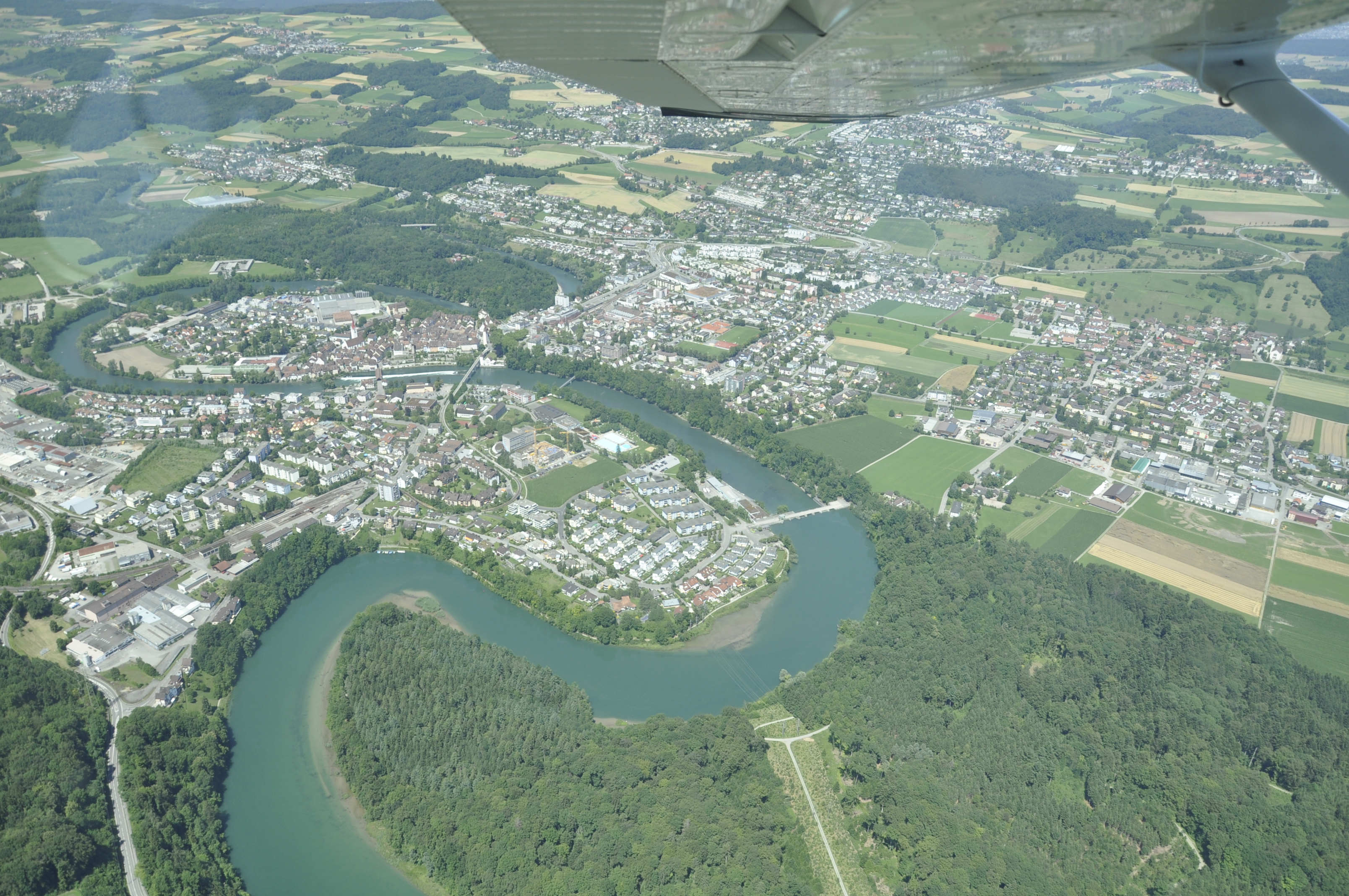
Bremgarten aus der Luft (2014)

## Geographie

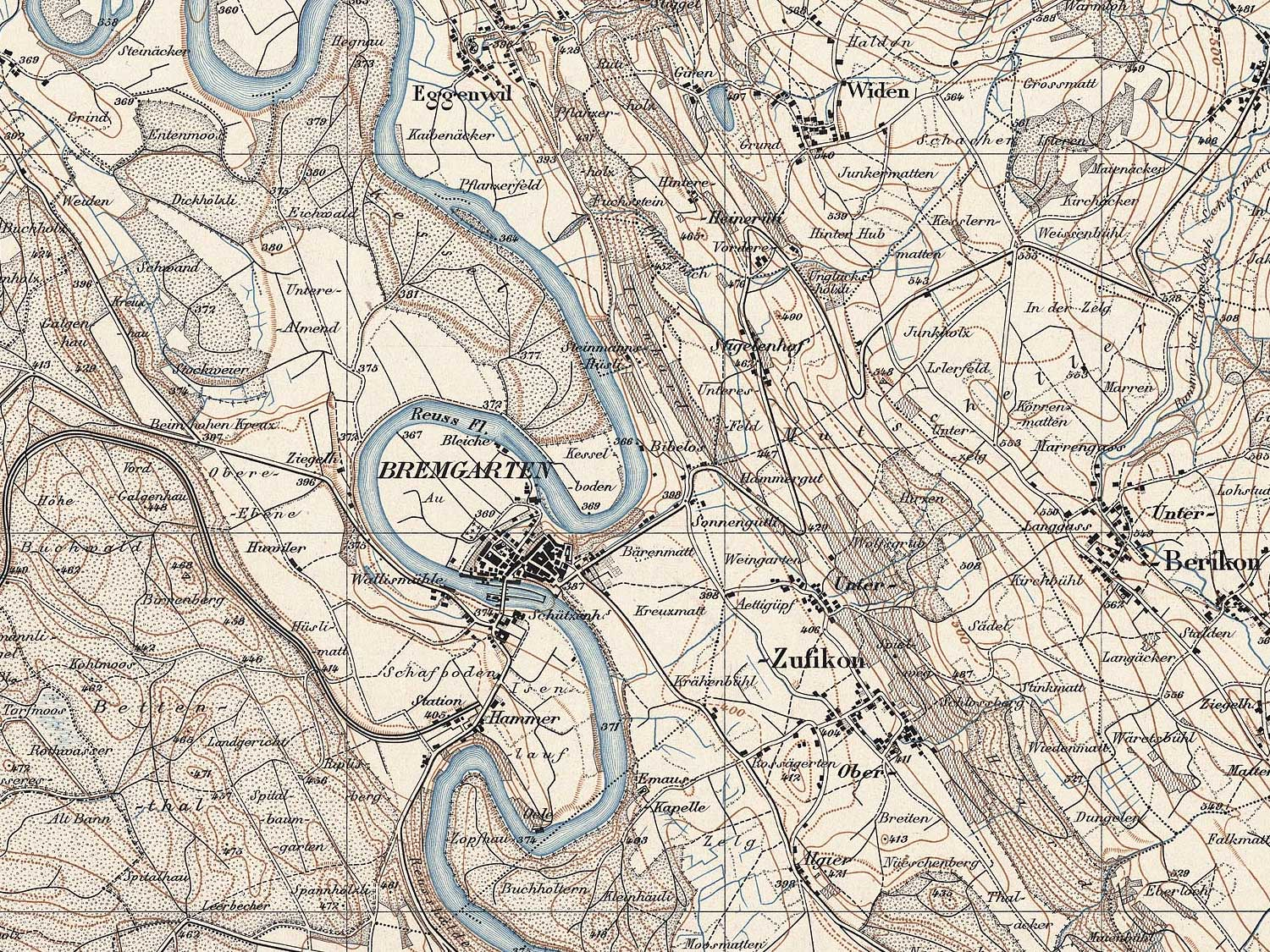
Bremgarten und Umgebung im Siegfriedatlas (1878)

Der Hauptteil des Gemeindegebietes von Bremgarten ist durch den Naturraum des Reusstales geprägt. Das nahezu in Süd-Nord-Richtung orientierte Tal weist hier eine Breite von ungefähr zwei Kilometern auf. Es ist mit einer mächtigen Schicht eiszeitlicher Schotterablagerungen aufgefüllt und zeigt auch Überreste eines ehemaligen Endmoränenkranzes, der während einer längeren Stagnationsperiode beim Rückzug des würmeiszeitlichen Reussgletschers aufgeschüttet wurde.
An der südöstlichen Gemeindegrenze, nahe bei dem auf einem Molassehügel befindlichen Ortsteil Hermetschwil-Staffeln, tritt die Reuss aus dem Flachsee. Nachdem der Fluss das Kloster Hermetschwil passiert hat, beginnt er stark zu mäandrieren. Zunächst umfliesst er die Halbinseln Zopfhau und Isenlauf, bevor das Wasser beim Kraftwerk Bremgarten-Zufikon gestaut wird. Die Altstadt steht auf einer bis zu 30 Meter hohen, in die Talebene vorgeschobenen Moräne an der engsten Stelle der fast vollständig überbauten Au-Halbinsel. Die Reuss fliesst hier zunächst an der Südseite der Altstadt nach Nordwesten, beschreibt eine weite 270°-Kurve und fliesst danach in südöstlicher Richtung an der Nordseite der Altstadt vorbei; die Engstelle ist nicht breiter als 250 Meter. Gleich anschliessend biegt der Fluss um die Halbinsel Kesselboden wieder in Richtung Norden. Etwa zwei Kilometer nördlich der Altstadt, gegenüber dem Nachbardorf Eggenwil, umrundet die letzte Flussschlaufe die Halbinsel Hegnau.
Die östliche Gemeindegrenze befindet sich am Fuss der Steigung zum Mutschellen, dem Übergang ins Limmattal. Westlich der Halbinsel Au breiten sich die weitläufigen Flächen Fohlenweid und Oberebene auf durchschnittlich 380 m ü. M. aus. Den westlichen Rand des Reusstals markiert eine rund 40 Meter hohe Geländestufe, die zum angrenzenden Bremgarterwald überleitet. Dieser befindet sich auf einem Rücken aus Molassesandstein, der von einer Grundmoränenschicht überzogen ist. Der Bremgarterwald ist eines der grössten zusammenhängenden Waldgebiete des Aargauer Mittellandes und bedeckt den Wagenrain genannten Höhenzug zwischen Reuss- und Bünztal. Etwa in der Mitte dieses Waldgebietes, parallel zum Reusstal, verläuft die westliche Gemeindegrenze.
Die Fläche der Gemeinde beträgt 1136 Hektaren, davon sind 535 Hektaren bewaldet und 286 Hektaren überbaut. Der höchste Punkt befindet sich auf 475 m ü. M. westlich von Staffeln, die tiefste Stelle liegt auf 358 m ü. M. an der Hegnau-Flussschlaufe. Nachbargemeinden sind Fischbach-Göslikon und Eggenwil im Norden, Zufikon im Osten, Widen im Nordosten, Waltenschwil im Südwesten und Wohlen im Westen. Das Siedlungsgebiet ist mit jenem von Zufikon, Berikon, Widen und Rudolfstetten beinahe lückenlos zusammengewachsen und bildet ein städtisches Gebiet mit rund 23'000 Einwohnern.

## Geschichte

### Vor der Stadtgründung

Die Vorsiedlungen im 11. Jahrhundert

Die ältesten archäologischen Funde auf dem heutigen Stadtgebiet stammen aus dem 11. Jahrhundert. Damals entstanden zwei kleine, rund 200 Meter voneinander entfernte Siedlungen; Villingen auf dem Felssporn an der engsten Stelle der Flussschlaufe (die heutige Oberstadt) und Bremgarten südwestlich davon beidseits des Flusses (teilweise die heutige Unterstadt). Die Habsburger verlegten die Verwaltung ihrer Besitzungen im Reusstal von Eggenwil nach Villingen und liessen eine Burganlage mit zwei Wohntürmen für ihre Ministerialen errichten. Die erste urkundliche Erwähnung Bremgartens erfolgte etwa 1135/40, als Graf Albrecht II. die im 11. Jahrhundert errichtete Kirche und seinen Landbesitz rund um Eggenwil dem Kloster Muri schenkte. Um 1200 wuchsen die beiden Siedlungen, einem vorgegebenen Überbauungsplan folgend, allmählich zu einer befestigten Stadt zusammen.
Der früheste sichere Beleg des Stadtnamens erscheint im 12. Jahrhundert als Premegartorn. Seine Herkunft ist nicht ganz geklärt; es dürfte sich um eine Zusammensetzung mit dem althochdeutschen Wort garto («Garten») handeln. Als Vorderglied käme am ehesten das im Mittelhochdeutschen bezeugte brëm für «Rand, Ufer, Verbauung» in Frage. Beim früher vorgeschlagenen brâmo/brâmâ «Dornstrauch» bleibt der zur Erklärung der überlieferten Namensform vorauszusetzende Umlaut unerklärt. Eine zu Beginn der 1990er Jahre aufgestellte Theorie, wonach Bremgarten auf einen hypothetischen keltischen Namen wie Ver(g)-mago-dūnon («grosse befestigte Anlage auf dem freien Feld») zurückzuführen sei, gilt heute als unwahrscheinlich.

### Herrschaft der Habsburger

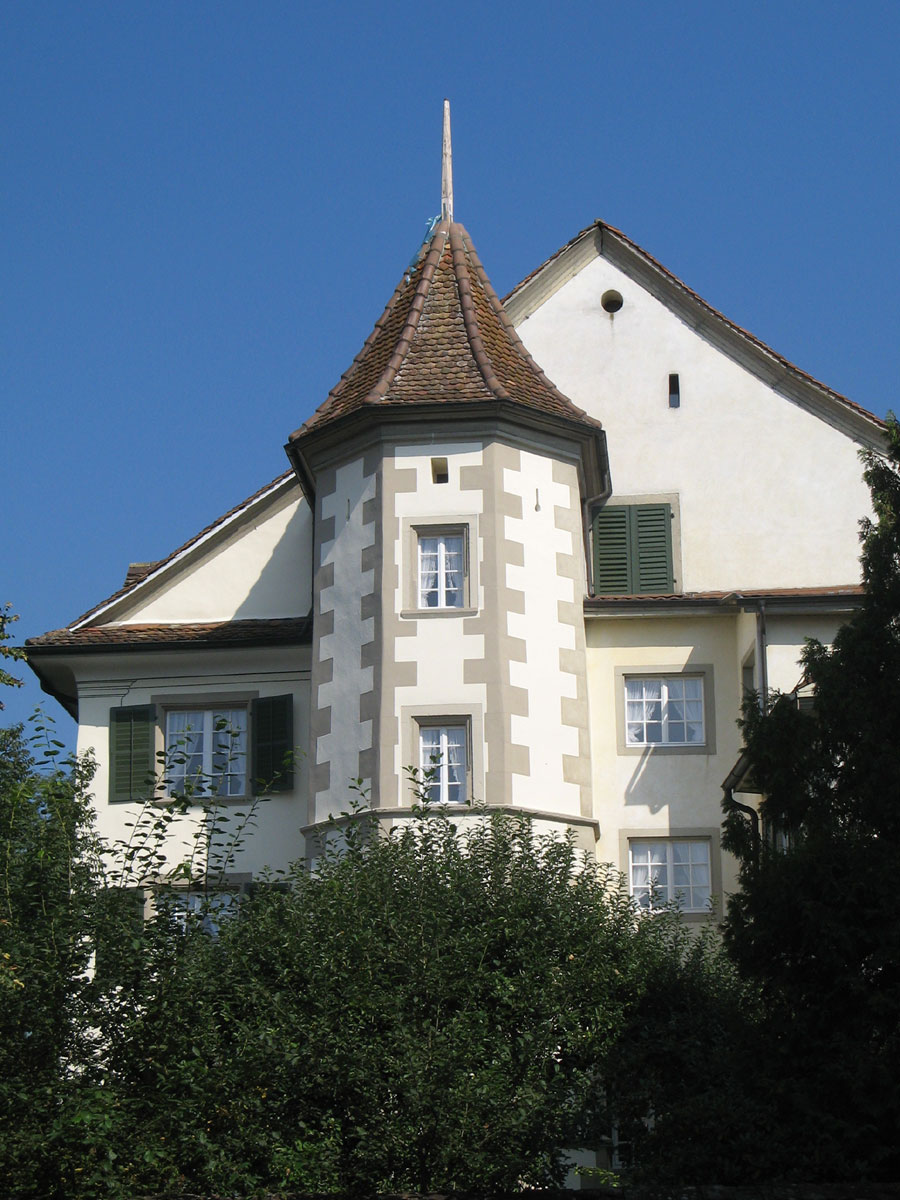
Das Schlössli, entstanden aus einer mittelalterlichen Burg

Lange galt das auf ca. 1250 (das genaue Datum ist nicht bekannt) datierte Stadtrecht als durch Graf Rudolf I. von Habsburg verliehenes Stadtprivileg. Neuere Forschung schliesst dies aus und geht von einer Abschrift eines in zähringischer Tradition und auf das Stadtrecht von Freiburg im Breisgau zurückgehenden Textes aus. Erster namentlich bekannter Schultheiss war 1242 Burkart von Barro, ein habsburgischer Dienstmann. Etwa zur selben Zeit wurde an der Südseite der Unterstadt, wo der Fluss damals am engsten war, die bisherige Fähre durch eine Brücke ersetzt. Damit die Stadt deren Unterhalt finanzieren konnte, trat König Rudolf, der sich vor seiner Krönung mehrmals in Bremgarten zum Vollzug von Rechtsgeschäften aufgehalten hatte, im Jahr 1287 den Brückenzoll ab.
Als Untertanen der Habsburger zogen die Bremgarter für ihre Landesherren wiederholt in den Krieg, beispielsweise in der Regensberger Fehde gegen die Freiherren von Regensberg (1267) sowie in der Schlacht am Morgarten (1315), in der Schlacht bei Dättwil (1351) und in der Schlacht bei Sempach (1386) gegen die Eidgenossen. Im Vergleich zu den anderen Städten im Aargau war in Bremgarten der Anteil des niederen Adels an der Bevölkerung bedeutend. Nach und nach erlangten die einfachen Stadtbürger Mitbestimmungsrechte bei der Besetzung und Ausübung von Ämtern. Enge wirtschaftliche und gesellschaftliche Beziehungen unterhielt der bedeutende Marktort mit dem rund 20 Kilometer entfernten Zürich. 1382 zerstörte ein Brand einen grossen Teil der Stadt.
Schon früh liessen sich mehrere Bettelordensgemeinschaften nieder, von denen aber keine von Dauer war. Vertreten waren die Dominikaner, die Augustiner und die Franziskaner. Es existierten auch mehrere Beginenhäuser, die sich 1377 organisatorisch zusammenschlossen. Die neu entstandene Gemeinschaft nahm 1406 auf Druck des Bischofs von Konstanz die Regeln der Franziskaner an. Wohl auf Initiative der verschiedenen Orden entstand in der zweiten Hälfte des 13. Jahrhunderts eine Lateinschule, die in der Folge zahlreiche bedeutende Gelehrte hervorbrachte. Das Kloster Muri besass ab dem späten 14. Jahrhundert ein Gebäude zur Verwaltung seiner Lehen, den Muri-Amthof.
1379 erhielt Bremgarten ein eigenes Gericht zugesprochen, verbunden mit der Blutgerichtsbarkeit in der Stadt und einem angrenzenden Friedkreis. Vom späten 14. Jahrhundert an schuf sich Bremgarten eine Gerichtsherrschaft und erwarb von verarmten Adeligen die niedere Gerichtsbarkeit in den östlich gelegenen Dörfern. Den Beginn machte 1374 Berikon. 1410 folgten Arni (mit Islisberg), Jonen, Oberlunkhofen, Unterlunkhofen und zwei Drittel von Werd (das letzte Drittel gehörte dem Kloster Muri). Um sich vor der expandierenden Eidgenossenschaft zu schützen, schlossen sich die Städte im Aargau, im Thurgau und in Schwaben sowie der Aargauer Adel 1410 zu einem Verteidigungsbündnis zusammen. Bremgarten war in einer besonders exponierten Lage, da sich in unmittelbarer Nachbarschaft die eidgenössischen Orte Luzern, Zug und Zürich befanden.

### Eroberung durch die Eidgenossen

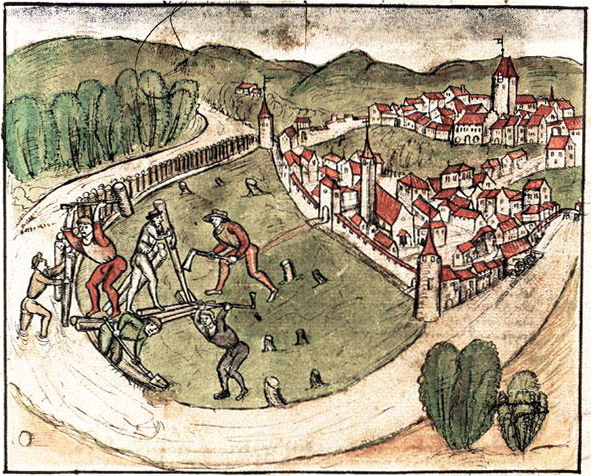
Errichtung einer Palisade an der Reuss während des Alten Zürichkriegs (1443). Darstellung in der Chronik von Werner Schodoler

Nachdem Herzog Friedrich IV. 1415 beim Konzil von Konstanz in Ungnade gefallen war, forderte König Sigismund die Eidgenossen auf, den Aargau im Namen des Reiches zu erobern. Als Truppen aus Zürich und Luzern am 21. April das weiter flussabwärts gelegene Städtchen Mellingen eingenommen hatten, rückten sie gegen Bremgarten vor und belagerten zusammen mit Schwyzern, Unterwaldnern, Glarnern und Zugern die Stadt. Bremgarten kapitulierte schliesslich am 24. April.
Um dem Reich die eroberten Gebiete zu sichern, hatte König Sigismund Bremgarten schon am 15. April den Status einer freien Reichsstadt verliehen. Doch die Eidgenossen setzten ihre eigenen Ansprüche durch. Am 22. Juli 1415 wurden die eroberten Gebiete im Osten des Aargaus an Zürich verpfändet, das wenig später seine Verbündeten in die Pfandschaft aufnahm. Die Reichsunmittelbarkeit war damit bedeutungslos geworden. Bremgarten gehörte nun rechtlich zur Grafschaft Baden, einer gemeinen Herrschaft. Das Kirchenpatronat gelangte 1420 von den Habsburgern an das städtische Spital, welches später wiederum das Patronat der Nachbardörfer Eggenwil und Zufikon übernahm. Am 20. März 1434 brannte die Unterstadt.

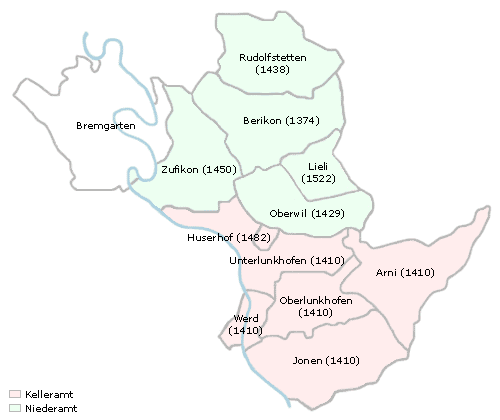
Kelleramt und Niederamt, die Bremgarter Gerichtsherrschaften

1415 hatte Bremgarten mit Zürich einen Burgrechtsvertrag abgeschlossen und stand deshalb während des Alten Zürichkriegs auf Seiten der Zürcher und Habsburger. Anfang Juni 1443 besetzten die Innerschweizer Orte die Stadt, und die adeligen Bewohner flohen nach Zürich. Die Innerschweizer machten Bremgarten das Angebot, sich als gleichberechtigtes Mitglied der Eidgenossenschaft anzuschliessen. Die Bremgarter lehnten dies ab, da sie mehrheitlich noch immer zu den Habsburgern hielten und von der Dauerhaftigkeit der Eidgenossenschaft nicht überzeugt waren. Mit dem für Zürich und die Habsburger ungünstigen Ausgang des Konflikts blieb die Vorherrschaft der Eidgenossen bestehen. Die überlieferten Rechte und Freiheiten wurden 1450 bestätigt, und 1474 verzichteten die Habsburger in der Ewigen Richtung auf alle Ansprüche.
Auch unter den Eidgenossen erweiterte Bremgarten seine Gerichtsherrschaft. 1429 kam Oberwil hinzu, 1438 Rudolfstetten, 1450 Zufikon und 1482 der Huserhof bei Unterlunkhofen. Den Abschluss bildete 1522 das Dorf Lieli. Zwei Gerichtsbezirke wurden geschaffen: Das Kelleramt umfasste Ober- und Unterlunkhofen, Arni, Islisberg, Jonen, Werd und den Huserhof; das Niederamt setzte sich aus Berikon, Lieli, Oberwil, Rudolfstetten und Zufikon zusammen. Dem Kelleramt stand im jährlichen Wechsel der jeweils nicht vorsitzende Schultheiss als Obervogt vor, im Niederamt übernahm ein auf sechs Jahre gewähltes Ratsmitglied diese Aufgabe.
Das Handwerk prägte die städtische Wirtschaft, jedoch erlangte kein Berufszweig eine wirtschaftlich oder politisch führende Stellung; der regionale Warenverkehr war zu gering und die Zürcher Konkurrenz zu stark. Die verschiedenen Handwerker-Bruderschaften, die im 15. Jahrhundert entstanden, dienten nicht politischen, sondern berufsständischen, religiösen und geselligen Zwecken. Die St.-Michaels-Bruderschaft vereinigte Schmiede, Schlosser, Wagner, Zimmerleute, Tischmacher, Küfer, Weber, Kürschner und Seiler. In der Bruderschaft Unserer Lieben Frau waren Gewandschneider, Tuchscherer und Schneider zusammengeschlossen. Die Sebastians-Bruderschaft bildete die Bürger an Schusswaffen aus und veranstaltete Schützenfeste. Neben dem üblichen Wochenmarkt gab es sechs Jahrmärkte.

### Reformation und Gegenreformation

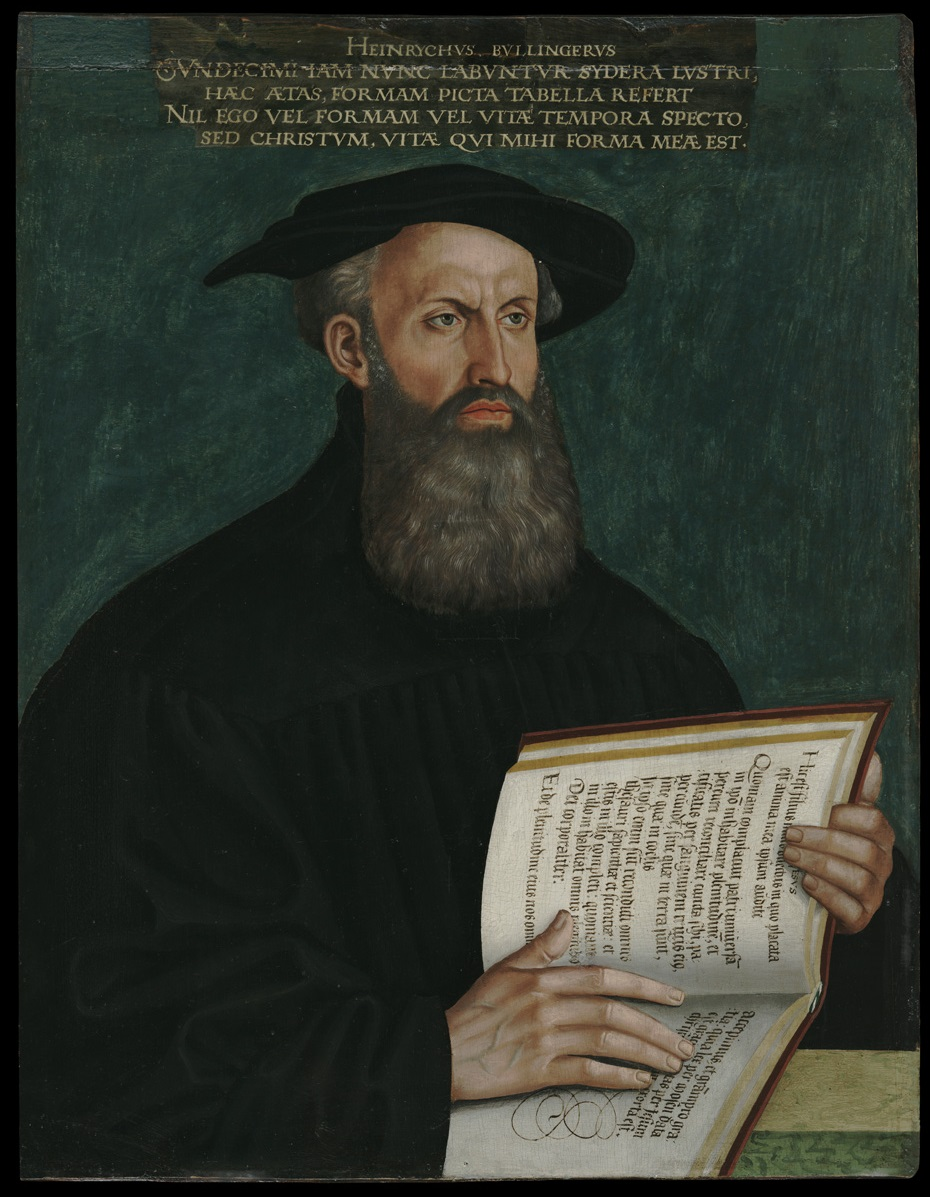
Heinrich Bullinger

Im Jahre 1512 erhielt die Stadt von Papst Julius II. eigens ein wertvolles «Juliusbanner» für die 1508–1510 im Grossen Pavier Feldzug geleisteten Dienste zur Vertreibung der Franzosen. Nachdem sich die Reformation 1519 in Zürich endgültig durchgesetzt hatte, begannen Huldrych Zwingli und Gleichgesinnte, ihren Einfluss auf die Grafschaft Baden auszudehnen. Im selben Jahr verbot die Tagsatzung dem päpstlichen Ablassprediger Bernhardin Samson das Predigen in Bremgarten. Als 1528 auch im westlich gelegenen Berner Aargau die Reformation eingeführt wurde, geriet die Gegend um Bremgarten in den Brennpunkt der religiös-politischen Spannungen zwischen den reformierten Städten und den katholisch gebliebenen Orten der Innerschweiz.
Im Februar 1529 gab Heinrich Bullinger der Ältere, Dekan der Pfarrei Bremgarten, öffentlich seinen Übertritt zum neuen Glauben bekannt. Er wurde wenige Tage später von der Ratsversammlung abgesetzt und durch Johannes Aal ersetzt. Doch nur drei Monate später setzte sich die reformierte Seite endgültig durch, wählte Heinrich Bullinger den Jüngeren zum neuen Pfarrer und liess die Heiligenbilder verbrennen. Nach dem unblutigen Ersten Kappelerkrieg waren zunächst beide Konfessionen gleichberechtigt.
Zwei Jahre später nahmen die Spannungen wieder zu. Nach der Niederlage der reformierten Orte im Zweiten Kappelerkrieg wurden die Gemeinen Herrschaften dazu gezwungen, wieder zum alten Glauben zurückzukehren. Bremgarten musste eine Geldstrafe von 1000 Gulden bezahlen und durfte die Schultheisse von nun an nur noch mit Zustimmung der Tagsatzung wählen. Bullinger ging nach Zürich ins Exil und trat die Nachfolge Zwinglis an, der in der Schlacht bei Kappel am Albis gefallen war.

### Frühe Neuzeit

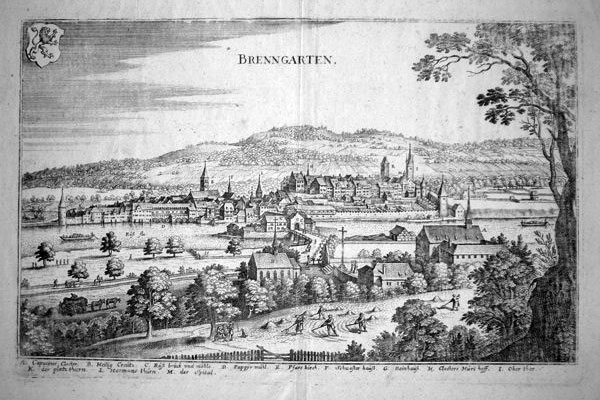
Ansicht von Bremgarten in der Topographia Germaniae (1654)

In den angrenzenden Freien Ämtern gab es keine zentrale Verwaltung. Die einzigen Gehilfen des jährlich wechselnden eidgenössischen Landvogts waren die einheimischen Untervögte, der Bremgarter Stadtschreiber erledigte einzelne Schreibarbeiten. 1562 wurde der Schreiber des Klosters Muri als nebenamtlicher Landschreiber angestellt. Dieser residierte ab 1576 in Bremgarten, obwohl die Stadt knapp ausserhalb seines Tätigkeitsbereichs lag. Ende des 16. Jahrhunderts entstand in der Nähe des städtischen Richtplatzes im Bremgarterwald ein zweiter Richtplatz für die Freien Ämter.

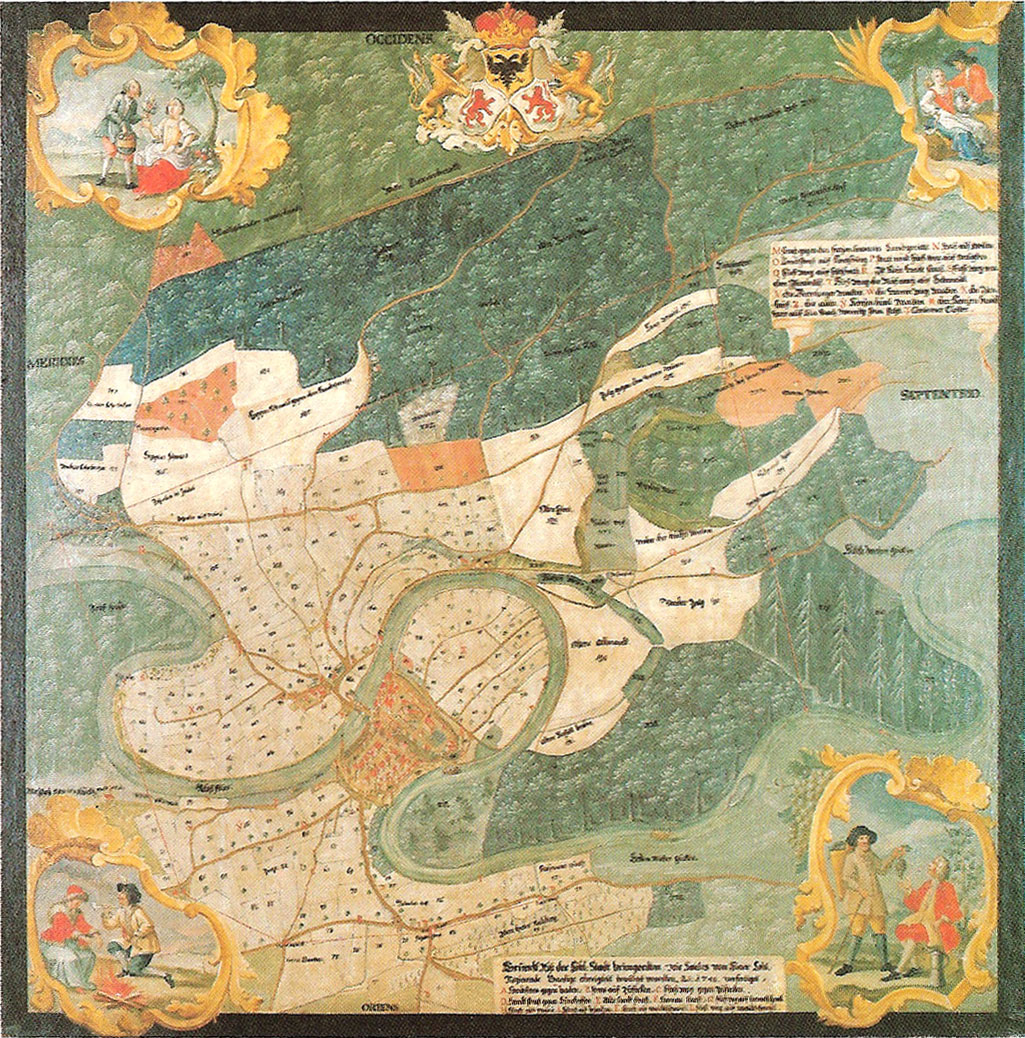
Stadt- und Flurplan von 1748

Bremgarten regelte seine inneren Angelegenheiten weitgehend autonom, der Landvogt in Baden machte nur geringen Einfluss geltend. An der Spitze der Stadt stand der Kleine Rat mit zwölf Mitgliedern (darunter die beiden Schultheisse, die jährlich den Vorsitz wechselten). Die Kleinräte wurden aus den Reihen des Grossen Rates gewählt, dem 28 Personen angehörten. Die Bürgerversammlung wählte die Grossräte, hatte aber keinen Einfluss auf die Verwaltung der Stadt, da diese Sache des Kleinen Rates war. Der Kleine Rat war zugleich die erste Gerichtsinstanz, zusammen mit dem Grossen Rat die zweite.
Nach dem kurzen Zwischenspiel der Reformation wandelte sich Bremgarten zu einem geistigen Zentrum der römisch-katholischen Kirche. 1617 wurde in der unteren Vorstadt ein Kloster der Kapuziner eröffnet, 1623 erhielten die franziskanischen Beginen ebenfalls ein eigenes Gebäude, das Klarakloster. 1653 überführte man die Gebeine des Katakombenheiligen Synesius als Reliquien von Rom in die Stadtkirche. Um die Kirche bildete sich ein Ensemble aus mehreren Kapellen und Wohnhäusern des Klerus. Im Verlaufe des 17. Jahrhunderts ersetzte man die mittelalterlichen Holzbauten allmählich durch barocke Gebäude aus Stein.
Die Stadt hielt sich weitgehend aus den innereidgenössischen Konflikten heraus. Sie diente aber 1656 während des Ersten Villmergerkriegs als Operationsbasis der katholischen Truppen. Während des Zweiten Villmergerkriegs kam es am 26. Mai 1712 beim Nachbardorf Fischbach zur Staudenschlacht, die rund 500 Todesopfer forderte. Am selben Tag kapitulierte Bremgarten vor den anrückenden Berner und Zürcher Truppen. Als Folge dieses Krieges verloren die katholischen Orte ihren Einfluss in der Grafschaft Baden. Nur noch die reformierten Orte Bern, Zürich und Glarus stellten den Landvogt. Die Stadt musste alle Waffen aushändigen und verlor ihre Hoheit auf militärischem Gebiet.

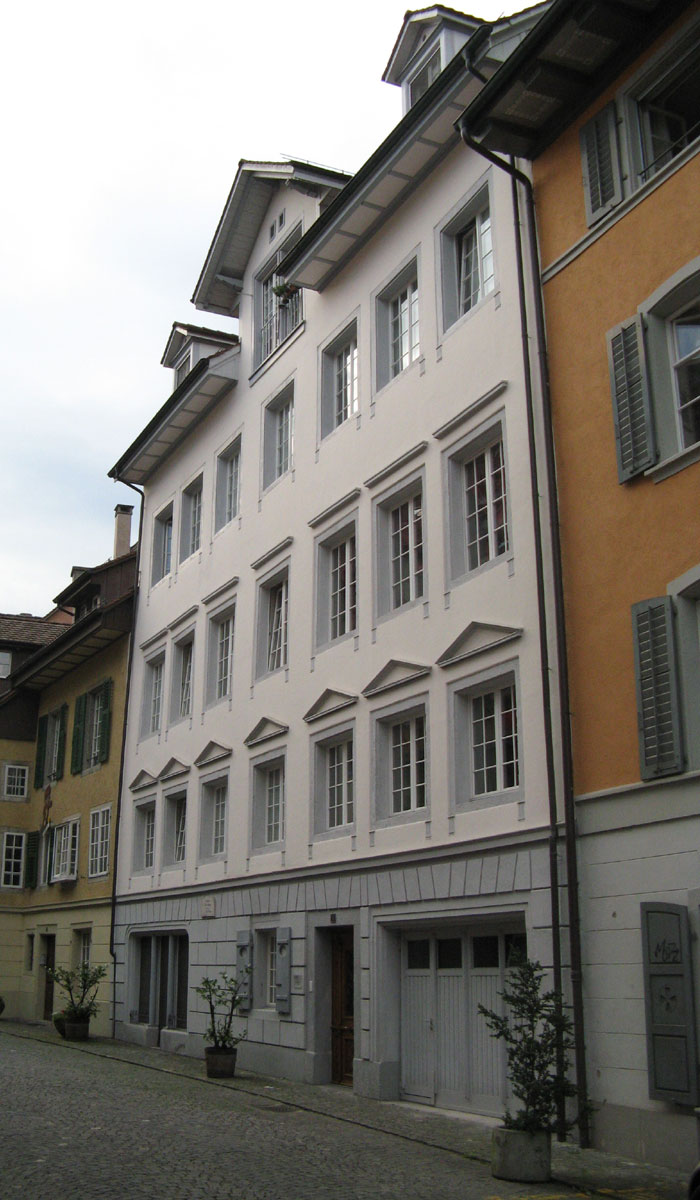
An der Antonigasse 14 lebte Louis-Philippe im Exil

Die Französische Revolution und die nachfolgenden Ereignisse machten sich auch in Bremgarten bemerkbar. Von Juni 1794 bis Februar 1795 lebte der spätere französische König Louis-Philippe unter dem Pseudonym Corby im Haus Antonigasse 14 im Exil, seine Schwester Adélaïde fand im Klarakloster Unterschlupf. Im März 1798 eroberten die Franzosen die Schweiz und riefen die Helvetische Republik aus; Bremgarten wurde Distriktshauptort im kurzlebigen Kanton Baden. Wenige Tage vor der Eroberung hatte die Stadt auf sämtliche Herrschaftsrechte im Keller- und Niederamt verzichtet. Im selben Jahr lösten die helvetischen Behörden das Klarakloster auf. Der französische Marschall André Masséna hatte im Juni 1799 in Bremgarten sein Hauptquartier, bevor seine Truppen in der Zweiten Schlacht von Zürich die Armeen der Russen und Österreicher schlugen.

### 19. Jahrhundert
1802 stürzte der Platzturm ein, Teil der mittelalterlichen Burganlage und eines der Wahrzeichen des Städtchens. Im darauf folgenden Jahr erhielt Bremgarten bei der Gründung des Kantons Aargau den Status eines Bezirkshauptorts und gab dem Bezirk seinen Namen. Im frühen 19. Jahrhundert brach man Teile der Stadtmauer ab, um die künftige räumliche Ausbreitung der Stadt zu ermöglichen. An Stelle der flussseitigen Mauern entstanden ein Spazierweg und eine Promenade. Das mittelalterliche Rathaus wich 1817 einem repräsentativen klassizistischen Neubau.
Die Kantonsregierung plante 1829 eine neue geradlinig verlaufende Strasse von Dottikon über den Wagenrain nach Bremgarten. Die Stadt stellte den auf ihrem Gebiet verlaufenden Abschnitt der Drissgerstross (Dreissigerstrasse, benannt nach dem Baujahr 1830) fertig, doch die umliegenden Gemeinden verweigerten jegliche Arbeitsleistung, da sie nicht vom Durchgangsverkehr abgeschnitten werden wollten. Vor allem Wohlen, ein bedeutendes Zentrum der Strohgeflechtindustrie, befürchtete massive wirtschaftliche Nachteile. Die Strasse wurde nie vollendet und verfiel zu einem Waldweg. Im September und Oktober 1831 wurden auf Befehl der Tagsatzung die vier wichtigsten Anführer des Baselbieter Aufstands, unter ihnen Stephan Gutzwiller, während fünf Wochen in Bremgarten festgehalten («Bremgarter Arrest»). Im Zuge des Aargauer Klosterstreits hob die Kantonsregierung im Januar 1841 sämtliche Klöster des Kantons auf. Von dieser Massnahme war auch das Bremgarter Kapuzinerkloster betroffen.
Der Ausbau der Strasse über den Mutschellen nach Zürich zwischen 1837 und 1842 hatte einschneidende bauliche Veränderungen in der Altstadt zur Folge. Um einen geradlinigen Zugang zum neuen Obertor zu schaffen, riss man 1843/1845 das städtische Spital und einige weitere Häuser ab, damit die Fuhrwerke nicht mehr das enge Tor des Spittelturms passieren mussten. Die Marktgasse wurde abgesenkt, um das starke Gefälle zur Reussbrücke hin auszugleichen. 1867/1869 wurde schliesslich die Strasse nach Lenzburg vollendet, im Vergleich zu 1830 mit einer deutlich veränderten Streckenführung, die auch das Nachbardorf Wohlen erschloss.

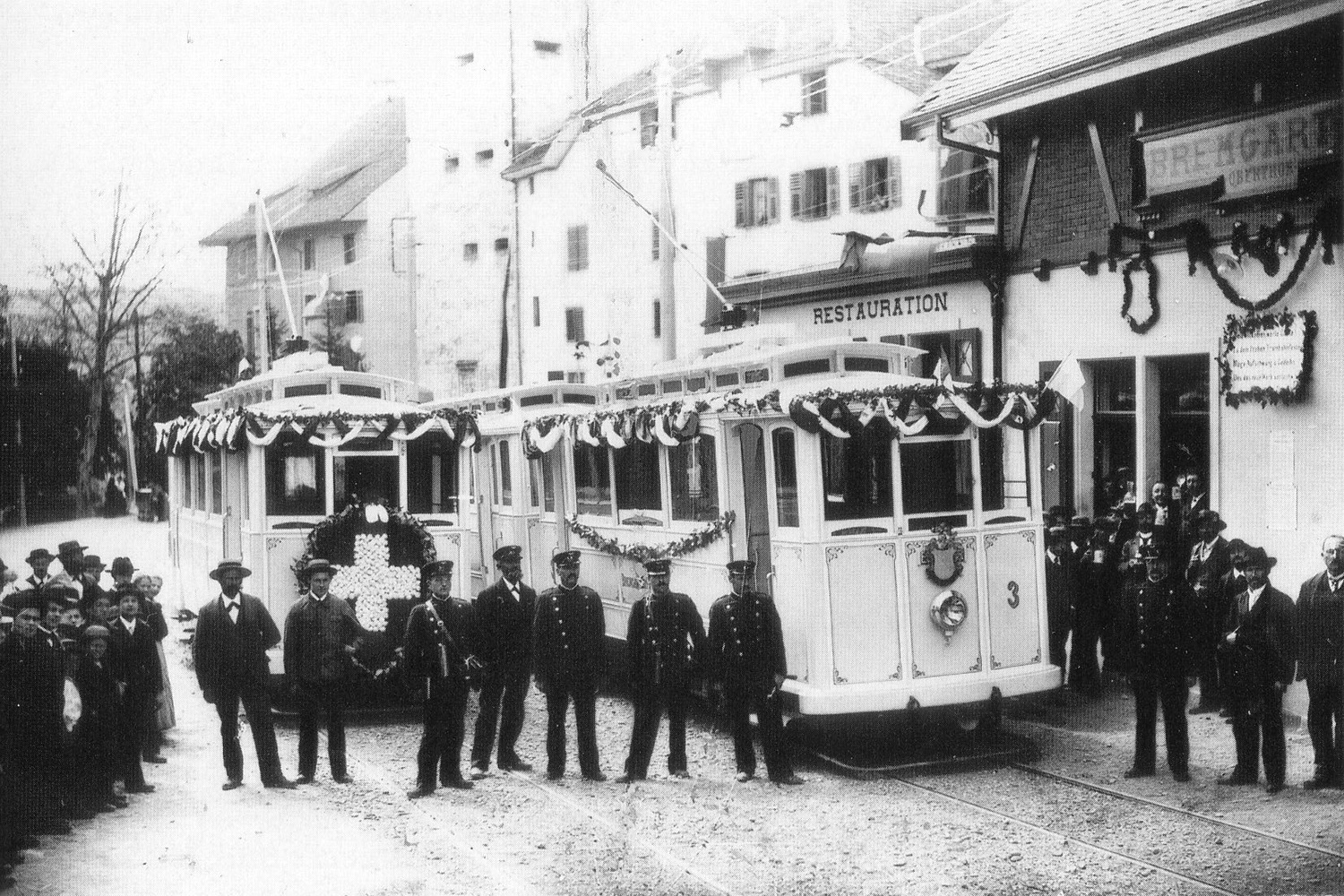
1902: Eröffnung der Bremgarten-Dietikon-Bahn

In wirtschaftlicher Hinsicht blieben in Bremgarten Handwerk und Gewerbe weiterhin dominierend. Unter anderem verkaufte Franziska Dosenbach ab 1865 im Sattlereigeschäft ihres Mannes auch fabrikgefertigte Schuhe. Daraus entwickelte sich das Schuhhaus Dosenbach. In Bremgarten siedelten sich zwar einige Fabrikbetriebe an, welche die Wasserkraft der Reuss nutzten, doch konnte die Industrie vorerst nur in geringem Masse Fuss fassen. Grund dafür war der späte Anschluss Bremgartens an das Eisenbahnnetz. 1895 wurde in der Bruggmühle am südlichen Brückenkopf das städtische Elektrizitätswerk in Betrieb genommen. Im Jahr zuvor war ein Kilometer flussaufwärts am Isenlauf das Flusskraftwerk Zufikon ans Netz gegangen.
In den 1860er Jahren standen zwei Eisenbahnstrecken zur Diskussion: Von Brugg über Birmenstorf und Bremgarten nach Cham sowie von Lenzburg über Wohlen und Bremgarten nach Hedingen. Verwirklicht wurde stattdessen 1874/75 die Aargauische Südbahn von Rupperswil über Wohlen nach Arth-Goldau, die weit an Bremgarten vorbeiführte. Am 1. September 1876 erfolgte die Eröffnung der Wohlen-Bremgarten-Bahn, eine 7 km lange Stichstrecke, die in Wohlen einen Anschluss an das übrige Schienennetz herstellte. Der Bahnhof Bremgarten lag aber rund einen Kilometer westlich des Stadtzentrums. Um die Verbindung nach Zürich zu verbessern, entstand die strassenbahnähnliche Bremgarten-Dietikon-Bahn, die am 1. Mai 1902 ihren Betrieb aufnahm. Der Lückenschluss zwischen beiden Strecken war erst am 8. September 1912 mit der Inbetriebnahme der Eisenbahnbrücke über die Reuss vollendet.

### 20. und 21. Jahrhundert

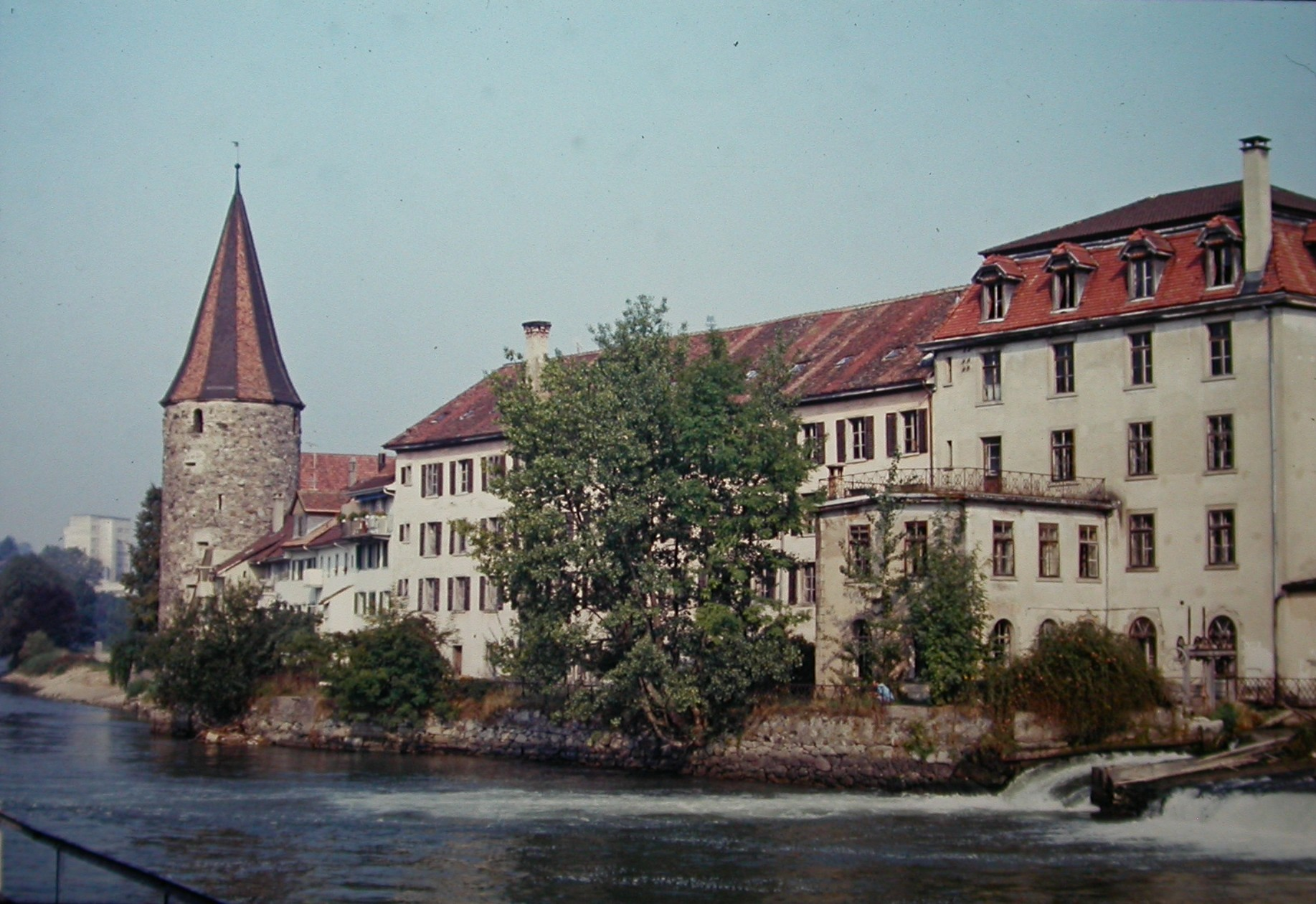
Die damalige Ansicht der Unterstadt von Bremgarten im 1974

Nach dem Scheitern der Reformation lebten in Bremgarten fast 300 Jahre lang keine Vertreter der reformierten Konfession mehr. Erst die Durchsetzung der Religionsfreiheit zu Beginn des 19. Jahrhunderts ermöglichte es den Reformierten, sich hier wieder niederzulassen. Die im Jahr 1845 gegründete reformierte Kirchgemeinde Bremgarten weihte im September 1900 eine eigene Kirche an der Zugerstrasse ein. Die kleine jüdische Gemeinschaft richtete um 1900 im selben Haus, in dem einst Prinz Louis-Philippe gelebt hatte, eine Synagoge ein. Diese wurde in den 1990er Jahren aufgelöst.
Mit dem wirtschaftlichen Aufschwung nach dem Zweiten Weltkrieg ging ein tiefgreifender Strukturwandel einher. Die Landwirtschaft verschwand vollständig aus der Altstadt, und auch die handwerklich-gewerbliche Tätigkeit verlagerte sich teilweise. Es entstanden neue Wohn- und Industriezonen, neue Schulhäuser, eine Abwasserreinigungsanlage sowie ein Freibad und ein Hallenbad. Seit 1958 steht in der Fohlenweid eine Kaserne für die Genietruppen der Schweizer Armee. 1974 wurde das alte Kraftwerk Zufikon abgebrochen und durch einen Neubau mit grösserer Leistung ersetzt. Das neue Kraftwerk staut seit 1975 den Flachsee.

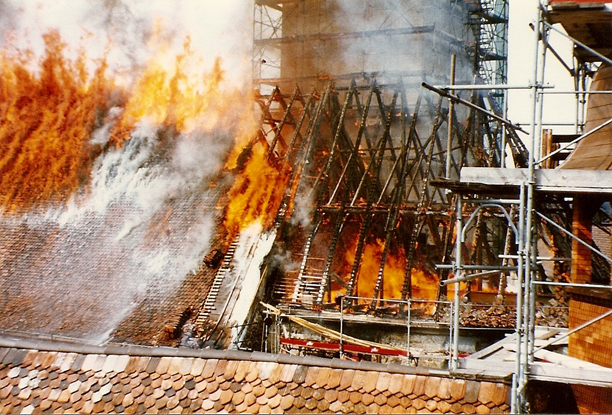
Kirchenbrand am 28. März 1984

Am 28. März 1984 brannte die Stadtkirche bei Restaurierungsarbeiten aus. Beim Absägen einer hervorstehenden Schraube hatten sich Dämpfe entzündet, da kurz zuvor das Gebälk des Chors mit einem Lösungsmittel eingespritzt worden war. Die Kirche konnte dank Spenden und staatlichen Beiträgen wieder nahezu originalgetreu aufgebaut werden, da vor Restaurationsbeginn exakte Pläne angefertigt worden waren. Am 6. Dezember 1987 wurde die Kirche neu eingeweiht.
Seit Beginn der 1950er Jahre hatte der motorisierte Durchgangsverkehr immer mehr zugenommen. Bremgarten liegt an der nationalen Hauptstrasse 1 Bern–Lenzburg–Zürich, die vor dem Bau des Autobahnnetzes die meistbefahrene Strasse der Schweiz war. Der gesamte Verkehr zwängte sich über die Holzbrücke und durch die schmalen Altstadtgassen. Doch auch nach der Eröffnung der Autobahn A1 in den 1970er Jahren nahm der Verkehr immer mehr zu, der die Lebensqualität beträchtlich einschränkte. Aus diesem Grund wurde nördlich der Stadt eine fünf Kilometer lange Umfahrungsstrasse gebaut. Seit ihrer Eröffnung im Jahr 1994 ist die Altstadt für den motorisierten Durchgangsverkehr gesperrt.
Bremgarten gewann mit der Ausdehnung der Agglomeration Zürich eine immer grössere Bedeutung als Wohngemeinde. Allein in den ersten Jahren des 21. Jahrhunderts nahm die Einwohnerzahl um mehr als einen Fünftel zu. Am 15. Dezember 2011 stimmte die Gemeindeversammlung dem Fusionsvertrag mit der Nachbargemeinde Hermetschwil-Staffeln zu. Die Stimmberechtigten bestätigten diesen Beschluss am 11. März 2012 in einer Abstimmung mit 1140 zu 427 Stimmen. Der Zusammenschluss der beiden Gemeinden erfolgte am 1. Januar 2014.

## Stadtbild und Architektur
Sehenswert ist die gut erhaltene, verkehrsberuhigte Altstadt an der Engstelle der Au-Halbinsel. Sie weist zahlreiche unter Denkmalschutz stehende Häuser auf, die zumeist im gotischen und barocken Stil errichtet sind. Die annähernd trapezförmige Altstadt ist in zwei Bereiche gegliedert: An der Ostseite, auf dem erhöhten Plateau einer vorgeschobenen Moräne, befindet sich die Oberstadt (im Hochmittelalter aus der Siedlung Villingen hervorgegangen). Die Unterstadt an der Westseite ist durch einen steilen Hang klar abgegrenzt und rund 30 Meter tiefer direkt am Fluss gelegen. Die mittelalterliche Stadtmauer mit Wehrgang ist teilweise erhalten geblieben.

### Oberstadt

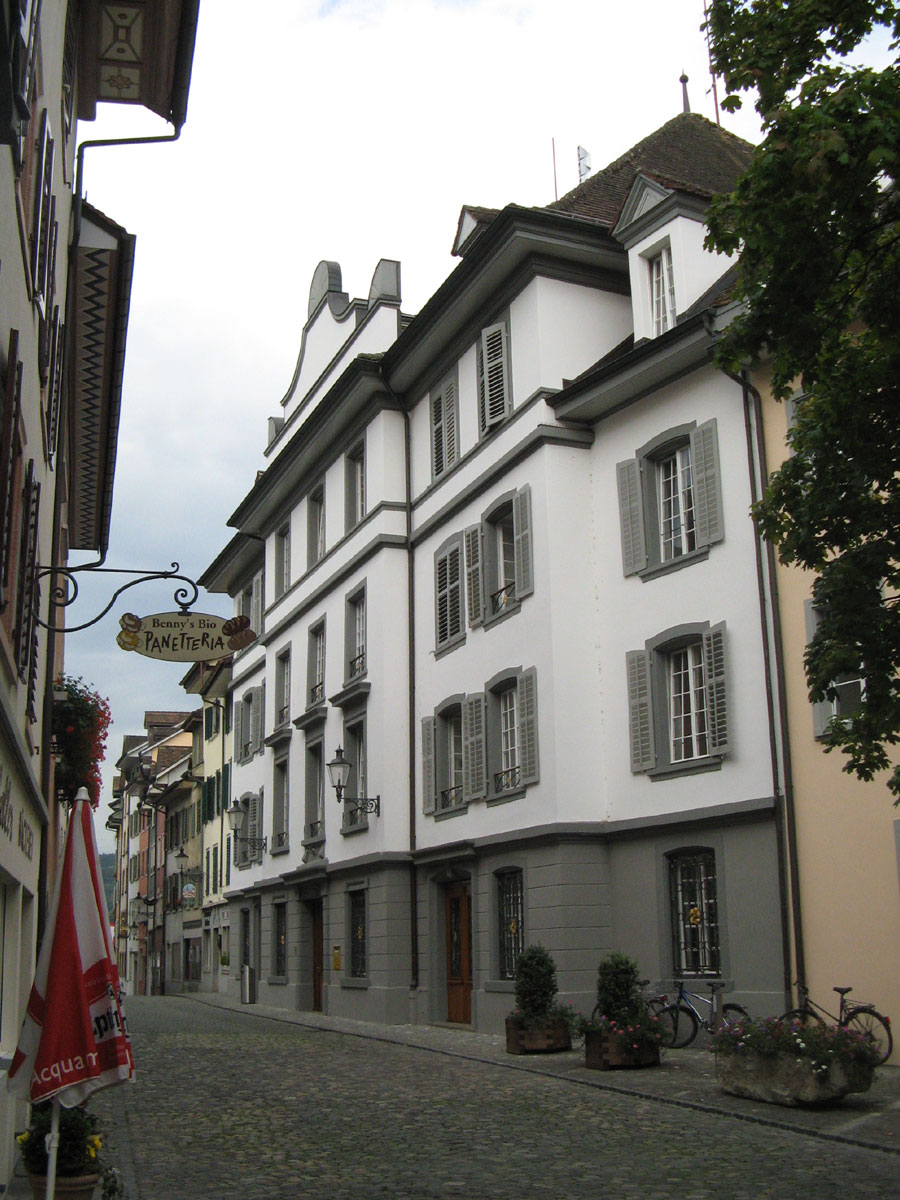
Rathaus

Der Spittelturm (erbaut 1556/59) bildet den bedeutendsten Überrest der Wehranlagen und ist das Wahrzeichen der Oberstadt. Er besitzt ein steiles Walmdach mit spitzbehelmtem Dachreiter, stadtauswärts gerichtete Schiessscharten und zwei Uhren (die stadteinwärts gerichtete ist eine astronomische Uhr). Seinen Namen erhielt der 44 Meter hohe Turm vom ehemaligen angrenzenden Spital, das 1843 abgebrochen wurde. Unmittelbar daneben, direkt an die Eisenbahnbrücke angelehnt, befindet sich am Flussufer der 1415 erstmals erwähnte Katzenturm. Zusammen mit dem Schützenhaus (1570) bildete er die südöstliche Begrenzung der Stadtbefestigung.
Am höchsten Punkt der Oberstadt steht das Schlössli (erste Erwähnung 1238 als turn ze Bremgarten), in dessen Unterbau Überreste des mittelalterlichen Bergfrieds erhalten geblieben sind. Spitalmeister Johann Balthasar Honegger erwarb das Gebäude 1641 und liess es grundlegend zu einem Bürgerhaus im spätgotisch-frühbarocken Stil umbauen. Ein angebauter fünfeckiger Treppenturm prägt die Südfassade. Das benachbarte Schellenhaus entstand 1635 als Zehntenscheune des städtischen Spitals. Es diente zeitweilig als Gefängnis und Trotte, seit 1973 als Theater. Gegenüber dem Schellenhaus steht das Zeughaus (1640/41), in dem heute die Stadtbibliothek untergebracht ist.

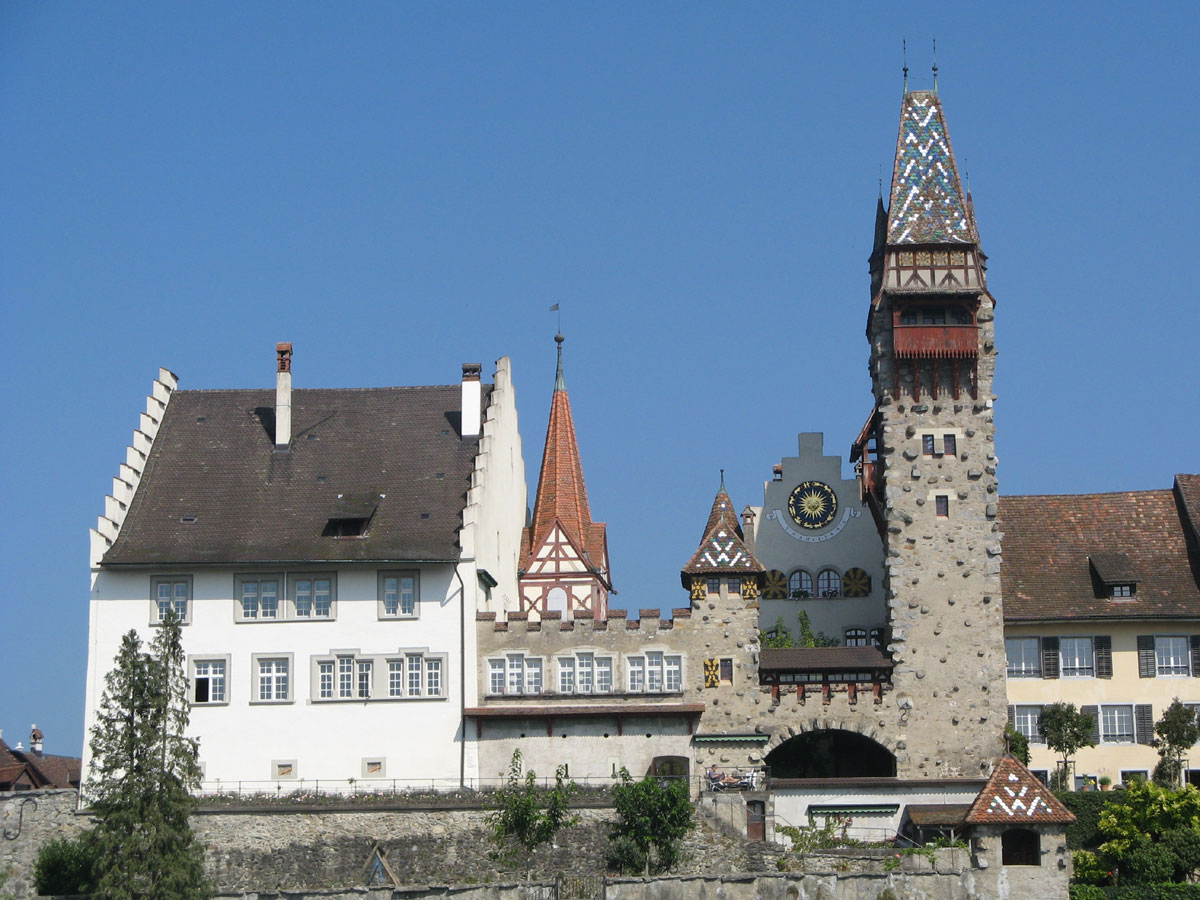
Muri-Amthof

Das abseits der Hauptgassen am Nordwestrand der Oberstadt gelegene Rathaus ist Sitz der Gemeinde- und Bezirksbehörden sowie des Bezirksgerichts. Die mittelalterliche Anlage (1429 erstmals erwähnt), blieb bis 1817 weitgehend unverändert. Nach Plänen des Architekten Fidel Leimbacher aus Sins entstand bis 1819 ein klassizistisches Gebäude, das 1912 um ein Stockwerk erhöht und 1973 erweitert wurde. Einziger Überrest des Vorgängerbaus ist ein kuppelförmiges Sitzungszimmer aus dem 17. Jahrhundert.
Der Muri-Amthof an der Antonigasse ist die einstige Lehensverwaltung des Klosters Muri. Das Gebäude stammt ursprünglich aus dem 14. Jahrhundert. Sein heutiges spätgotisches Aussehen erhielt es 1546/1548 unter Abt Laurentius von Heidegg. 1583/1584 wurde an der östlichen Giebelfront eine Eingangshalle angebaut, die 1640/41 um ein Stockwerk erhöht wurde. Nach der Aufhebung des Klosters im Jahr 1841 ging der Muri-Amthof in Privatbesitz über. Östlich des Amtshofs entstanden im Jahr 1900 ein Wintergarten im neugotischen Stil und ein historisierender wehrbauartiger Aussichtsturm.

### Unterstadt mit Kirchenbezirk

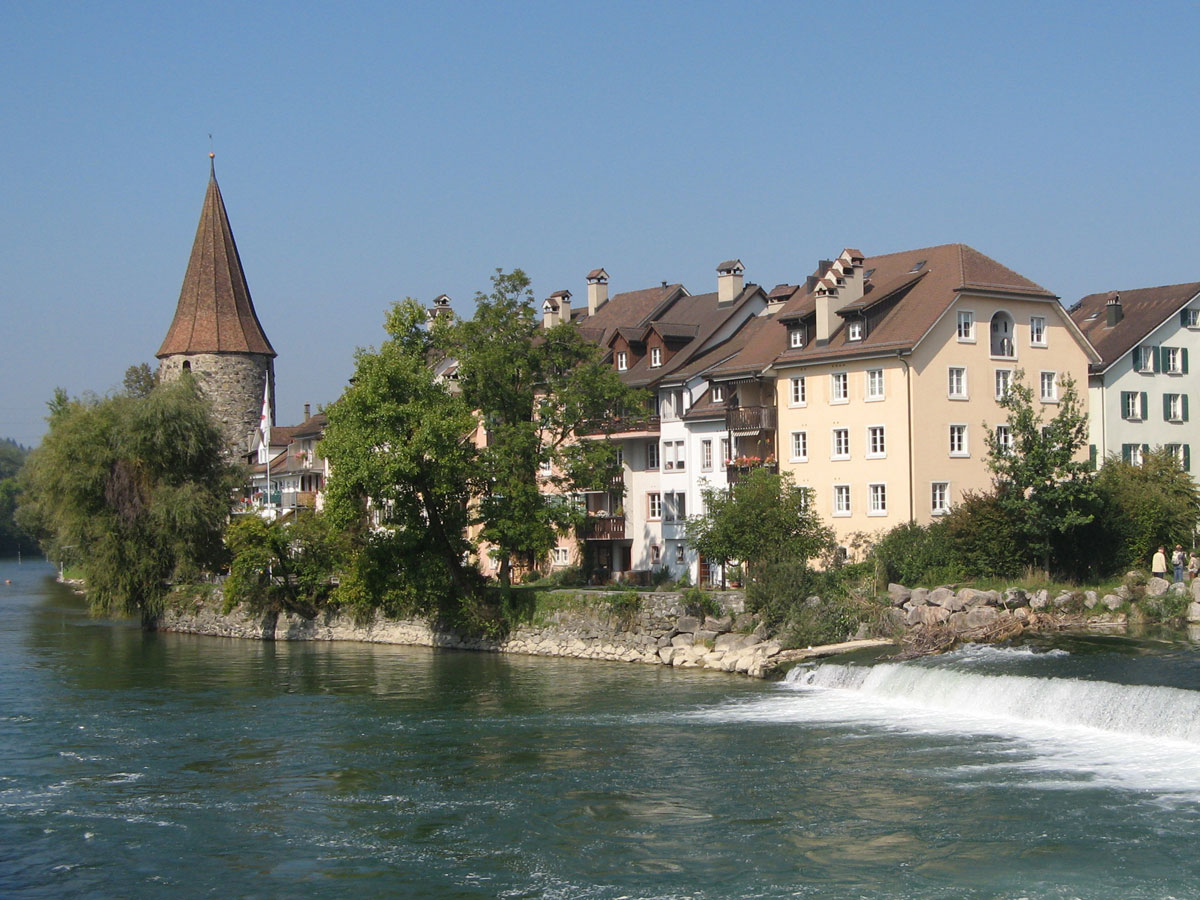
Ansicht der Unterstadt von Süden, links der Hexenturm

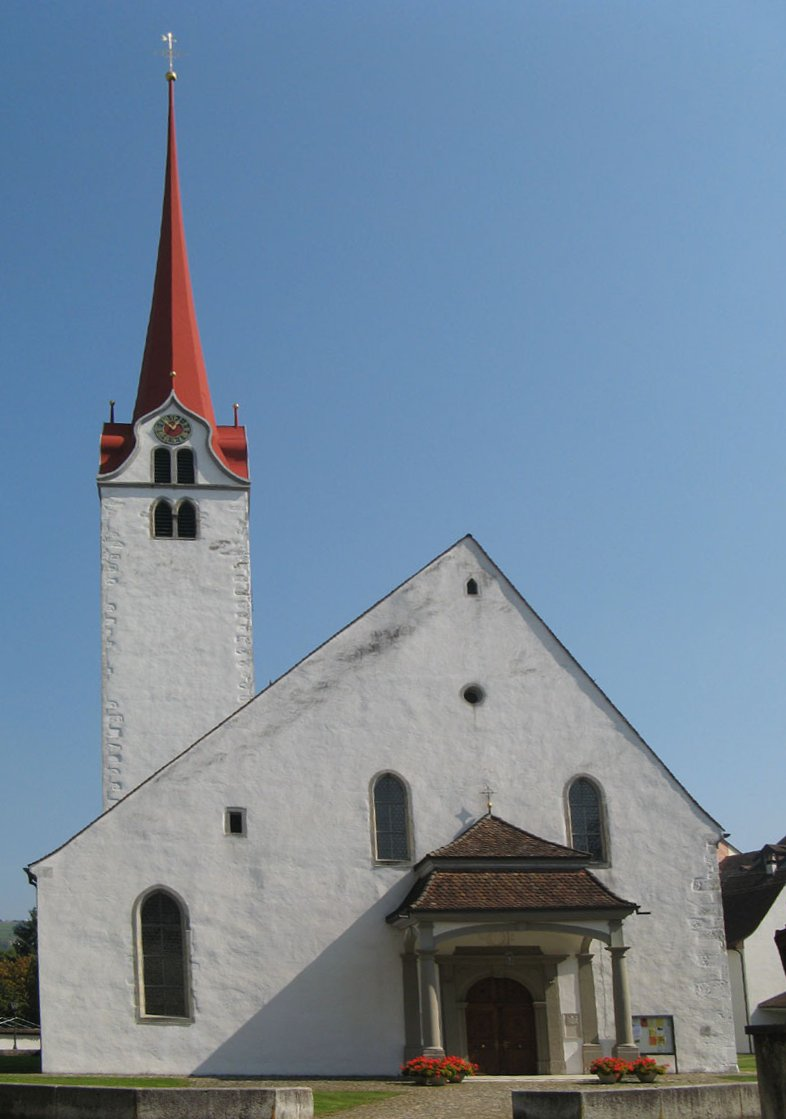
Stadtkirche St. Nikolaus

Im Vergleich zur Oberstadt ist die Unterstadt weniger dicht überbaut, sie besitzt auch weniger repräsentative Häuser. Von der Stadtbefestigung erhalten geblieben sind neben einem Abschnitt der Stadtmauer der 32 m hohe Hermannsturm (1407) im Nordwesten und der 39 m hohe Hexenturm im Südwesten. Das 1687 erbaute Kornhaus diente als städtisches Lagerhaus. Während des Zweiten Weltkrieges wurde es als Truppenunterkunft genutzt, von 1952 bis 1968 als Kasernengebäude, seither als Zivilschutz-Ausbildungszentrum und Schulhaus.
Die gedeckte Holzbrücke (1281 erstmals erwähnt) brannte 1434 nieder und wurde danach wieder aufgebaut. 1544–1549 ersetzte man die hölzernen Pfahljoche durch vier gemauerte Pfeiler. 1672 musste sie wegen schwerer Hochwasserschäden umfassend renoviert werden. Um den stetig zunehmenden Verkehr aufnehmen zu können, musste die Brücke 1953 abgebrochen werden. Bis 1957 wurde sie verbreitert und erhielt eine Betonfahrbahn. Auf dem dritten Pfeiler befinden sich zwei kleine barocke Kapellen, die den Brückenheiligen Agatha und Nepomuk geweiht sind.
Der Bremgarter Kirchenbezirk, ein geschlossenes Ensemble mit mehreren Sakralbauten, bildet das Zentrum der Unterstadt. Um die Stadtkirche gruppieren sich das ehemalige Klarakloster mit der Klarakapelle, die Muttergotteskapelle, die Annakapelle, das Pfarr- und das Pfarrhelferhaus, die Ehrenkaplanei, die Alte Pfrund, das Organistenhaus und das Sigristenhaus.
Die jetzige Kirche entstand ab 1343, nachdem ein kleinerer Vorgängerbau abgebrannt war, und wurde in der Folge schrittweise erweitert. Das Äussere ist gotisch, während der Innenraum weitgehend barock geprägt ist. In der Kirche werden als Reliquien die Gebeine des Katakombenheiligen Synesius aufbewahrt, die 1653 aus der Calepodius-Katakombe in Rom nach Bremgarten überführt wurden. Am 28. März 1984 brannte die Kirche bei Renovationsarbeiten fast bis auf ihre Grundmauern nieder. Sie konnte beinahe originalgetreu wieder aufgebaut und am 6. Dezember 1987 neu eröffnet werden.

### Ausserhalb der Altstadt
Die Untere Vorstadt, gegenüber der Altstadt am Südufer der Reuss gelegen, war einst Standort wichtiger städtischer Einrichtungen. Die seit mindestens 1281 bestehende Bruggmühle lieferte die Wasserkraft für mehrere Gewerbebetriebe und wird seit 1895 als Wasserkraftwerk genutzt. Das ursprüngliche Mühlengebäude wurde 1939 abgebrochen und durch einen historisierenden Neubau ersetzt. Die Wälismühle besteht in ihrer heutigen Form seit 1621. Das Haus gehörte im 17. Jahrhundert der einflussreichen Zuger Familie Zurlauben und war bis 1736 Sitz der Landschreiberei der Freien Ämter.

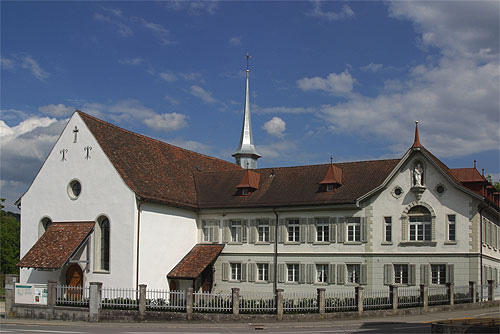
Ehemaliges Kapuzinerkloster

Das bei der Holzbrücke gelegene Kapuzinerkloster wurde 1618/22 errichtet und 1760 erweitert. Dem Konventgebäude angegliedert ist die barocke Klosterkirche. Bei deren Gestaltung wurden die Ordensregeln der Kapuziner strikte befolgt, so blieben beispielsweise die Altäre unbemalt. Während der Renovation der Stadtkirche in den 1980er Jahren diente die Klosterkirche als Ersatz für die katholische Kirchgemeinde. An der Zugerstrasse in der Oberen Vorstadt entstand 1899/1900 die reformierte Kirche, nach Plänen des Architekten Julius Kelterborn. Sie ist im neugotischen Stil errichtet und Landkirchen in England nachempfunden. Neben dem Eingangsportal befindet sich eine Büste des Reformators Heinrich Bullinger.

### Brunnen

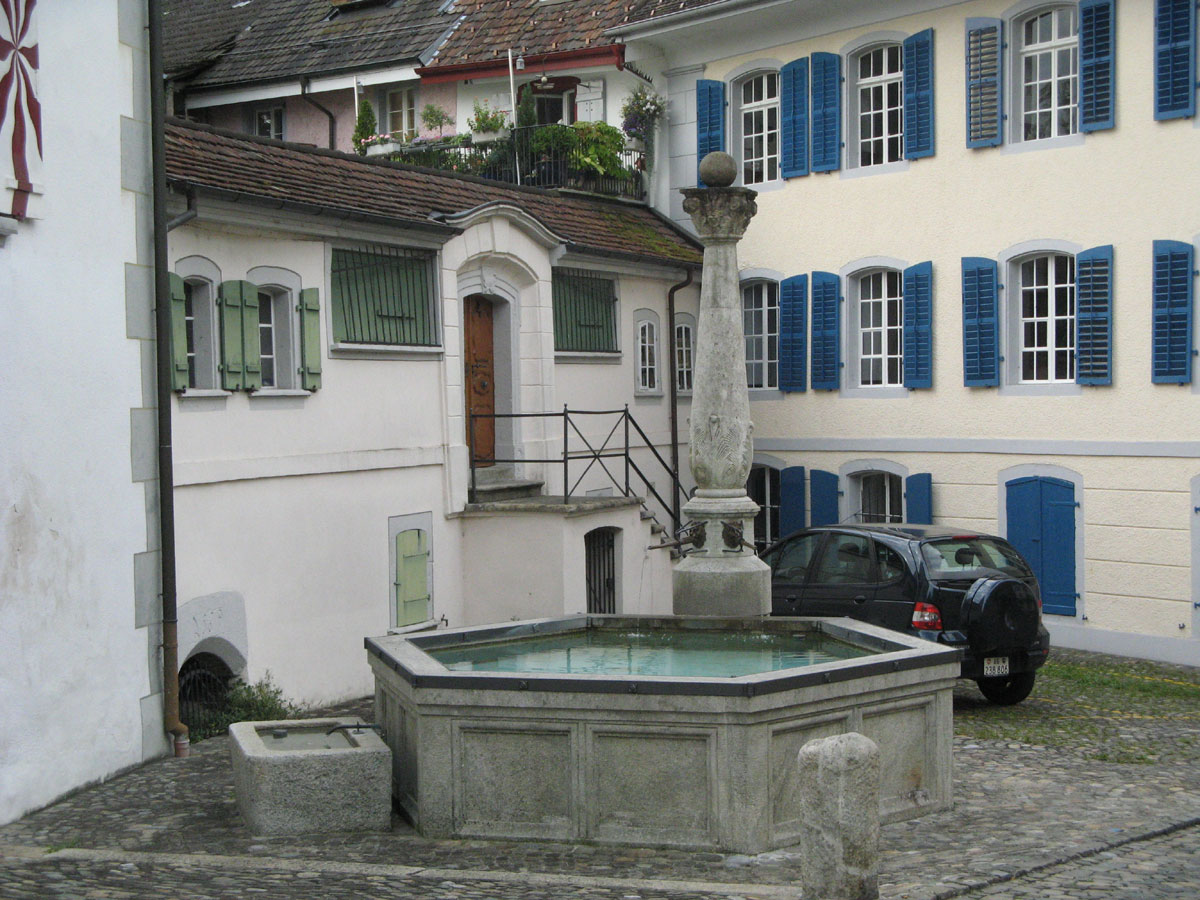
Zeughausbrunnen

Mindestens seit dem frühen 14. Jahrhundert verfügte das Städtchen über eine künstliche Wasserversorgung. Das Wasser wurde in Quellen am Mutschellenhang und am linken Reussufer gefasst und zu hölzernen Brunnen geleitet. 1560 erhielt Werkmeister Hans Murer den Auftrag, sie durch solche aus Mägenwiler Muschelkalk zu ersetzen. Bis 1570 baute Murer sieben Brunnen, von denen fünf erhalten geblieben sind. Die Brunnen beim Kornhaus, beim Rathaus, in der Schulgasse und beim Zeughaus bestehen aus einem grossen Sechsecktrog mit vorgespannten Eisenbändern, die Ausflussröhren am Brunnenstock ragen aus den Mündern bronzener Löwenmasken heraus. Auf dem Brunnenstock ist jeweils eine Balustersäule mit Akanthus-Ornamenten aufgesetzt. Der Brunnen gegenüber dem Kapuzinerkloster hingegen besitzt einen langen rechteckigen Trog.
Die beiden Brunnen in der Marktgasse wurden 1843 abgebrochen, um Platz für die neue Strassenführung zu schaffen. Der obere Brunnen war mit einem Schildhalterlöwen geschmückt, der untere mit dem Brunnenhans, dem Standbild eines Stadtbannerträgers. Laut einer Sage soll der aus Luzern stammende Brunnenmeister bei der Aufrichtung tödlich verunglückt sein. Augustin Keller verfasste dazu ein Gedicht.

## Wappen

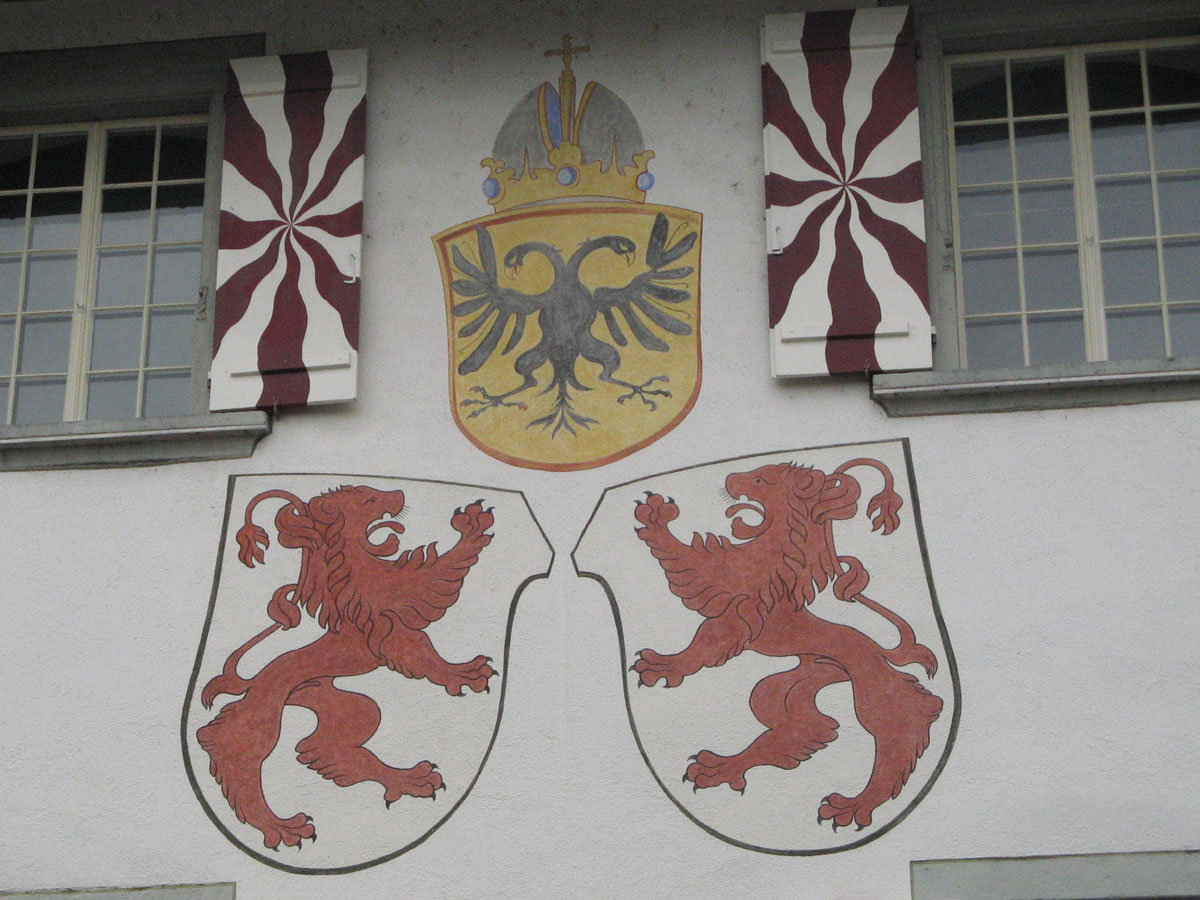
Stadtwappen mit Reichsadler, Wandmalerei am Zeughaus

Die Blasonierung des Stadtwappens lautet: «In Weiss steigender roter Löwe.» Bremgarten erhielt von Graf Rudolf I. das Recht, das Familienwappen der Habsburger zu führen. Allerdings erschien der rote Löwe nicht auf gelbem, sondern auf weissem Grund. Die älteste bekannte Darstellung stammt aus dem Jahr 1302 und ist auf dem damals verwendeten Stadtsiegel abgebildet. Da Bremgarten auch nach der Eroberung durch die Eidgenossen sich weiterhin als freie Reichsstadt betrachtete, war das Wappen bis 1798 durch den Reichsadler überhöht. Die Stadtfarben sind rot-weiss. Das Stadtwappen gilt unverändert auch als Bezirkswappen.

## Bevölkerung
Die Einwohnerzahlen entwickelten sich wie folgt:
| Jahr      | 1803 | 1850 | 1900 | 1930 | 1950 | 1960 | 1970 | 1980 | 1990 | 2000 | 2010 | 2020 |
| Einwohner | 756  | 1307 | 2209 | 3057 | 3459 | 4155 | 4873 | 4815 | 5280 | 5338 | 6355 | 8415 |

Am 31. Dezember 2023 lebten 8834 Menschen in Bremgarten, der Ausländeranteil betrug 23,3 %. Bei der Volkszählung 2015 bezeichneten sich 39,9 % als römisch-katholisch und 18,0 % als reformiert; 42,1 % waren konfessionslos oder gehörten anderen Glaubensrichtungen an. 86,2 % gaben bei der Volkszählung 2000 Deutsch als ihre Hauptsprache an, 3,0 % Albanisch, 1,9 % Italienisch, 1,7 % Serbokroatisch, 1,3 % Türkisch sowie je 1,2 % Portugiesisch und Spanisch.

## Politik und Recht
Die Versammlung der Stimmberechtigten, die Gemeindeversammlung, übt die Legislativgewalt aus. Ausführende Behörde ist der fünfköpfige Stadtrat. Er wird im Majorzverfahren vom Volk gewählt, seine Amtsdauer beträgt vier Jahre. Der Stadtrat führt und repräsentiert die Gemeinde. Dazu vollzieht er die Beschlüsse der Gemeindeversammlung und die Aufgaben, die ihm vom Kanton zugeteilt wurden. Für Rechtsstreitigkeiten ist in erster Instanz das Bezirksgericht Bremgarten zuständig. Bremgarten ist Sitz des Friedensrichterkreises VII, der den östlichen Teil des Bezirks umfasst.

### Nationalratswahlen 2023
Bei den Schweizer Parlamentswahlen 2023 betrugen die prozentualen Wähleranteile in Bremgarten:
| SVP           | SP            | Mitte         | FDP           | GLP           | Grüne        | EVP          | Übrige       |
| ------------- | ------------- | ------------- | ------------- | ------------- | ------------ | ------------ | ------------ |
| 29,2 (+1,4 %) | 22,6 (+2,5 %) | 13,8 (−1,1 %) | 10,7 (−0,7 %) | 10,0 (−0,3 %) | 7,4 (−3,8 %) | 2,0 (±0,0 %) | 4,3 (+1,9 %) |

### Zusammensetzung Stadtrat
Der Stadtrat der Gemeinde Bremgarten setzt sich aus fünf Mitgliedern zusammen:
| Amt         | Ressort                                     | Person              | Partei               |
| ----------- | ------------------------------------------- | ------------------- | -------------------- |
| Stadtammann | Präsidiales                                 | Raymond Tellenbach  | FDP                  |
| Vizeammann  | Planung, Bau und Liegenschaften             | Doris Stoeckli      | parteilos            |
| Stadträtin  | Departement Bildung/Schulen, Kultur & Sport | Claudia Bamert      | Läbigs Bremgarte     |
| Stadtrat    | Soziales, Gesundheit und Gesellschaft       | Daniel Sommerhalder | SP, Läbigs Bremgarte |
| Stadtrat    | Tiefbau, Umwelt und Verkehr                 | Stephan Troxler     | parteilos            |

### Liste der politischen Parteien in Bremgarten AG
In der Stadt Bremgarten sind folgende politische Parteien aktiv:
- Die Mitte Bremgarten
- FDP Bremgarten
- Forum Hermetschwil-Staffeln
- GLP Bremgarten
- Läbigs Bremgarte
- SP Bremgarten-Zufikon
- SVP Bremgarten

## Wirtschaft
In Bremgarten gibt es gemäss der im Jahr 2015 erhobenen Statistik der Unternehmensstruktur (STATENT) über 600 Betriebe mit zusammen über 4300 Arbeitsplätzen. Von diesen entfallen 1,3 % in der Land- und Forstwirtschaft, 22,9 % in der Industrie und 75,8 % im Dienstleistungssektor. Nahezu 60 % der in der Gemeinde wohnhaften Erwerbstätigen sind Wegpendler. Die Anzahl der in Bremgarten arbeitenden Zupendler aus anderen Gemeinden liegt bei rund 65 %. Diese hohe Fluktuation ist darauf zurückzuführen, dass Bremgarten einerseits zum wirtschaftlichen Einzugsgebiet der Stadt Zürich gehört, andererseits innerhalb dieser Agglomeration die Funktion eines Subzentrums hat.
Im Gegensatz zu den umliegenden Gemeinden spielte die Landwirtschaft in Bremgarten nie eine überragende Rolle. Von grösserer Bedeutung ist lediglich ein Pferdezuchtbetrieb auf der Fohlenweid. Der Wald, der zum grössten Teil im Besitz der Ortsbürgergemeinde ist und über die Hälfte des Gemeindegebiets bedeckt, wird zusammen mit Wohlen und Waltenschwil in einer Betriebsgemeinschaft bewirtschaftet.
Das Städtchen besitzt eine grosse Vielfalt kleiner und mittlerer Unternehmen, doch verdrängt der Dienstleistungssektor immer mehr die Industrie. Zahlreiche dieser Betriebe haben sich im Handels- und Gewerbeverein Bremgarten zusammengeschlossen. Bremgarten ist Sitz mehrerer Unternehmen mit überregionaler Bedeutung: Der zum Migros-Konzern gehörende Online-Lebensmittelhändler LeShop besitzt in Bremgarten sein Distributionszentrum. Der weltweit grösste Zementkonzern LafargeHolcim ist in Bremgarten mit einem Kies- und Betonwerk vertreten. Ebenfalls international tätig ist die Georg Utz AG, die Lager- und Transportbehälter, Werkstückträger und Paletten aus Kunststoff herstellt. Auf Handwerkerzubehör ist die PUAG AG spezialisiert, auf die Herstellung von Türen und Rahmen die Firma JELD-WEN Schweiz AG.
Von wirtschaftlicher Bedeutung ist auch die Kaserne der Schweizer Armee auf der Fohlenweid, die eine Kapazität von 700 Soldaten besitzt. Durchgeführt werden Unteroffiziers- und Offizierslehrgänge sowie Rekruten-Verbandschulungen der Genietruppen, jedoch keine Rekrutenschulen.

## Verkehr

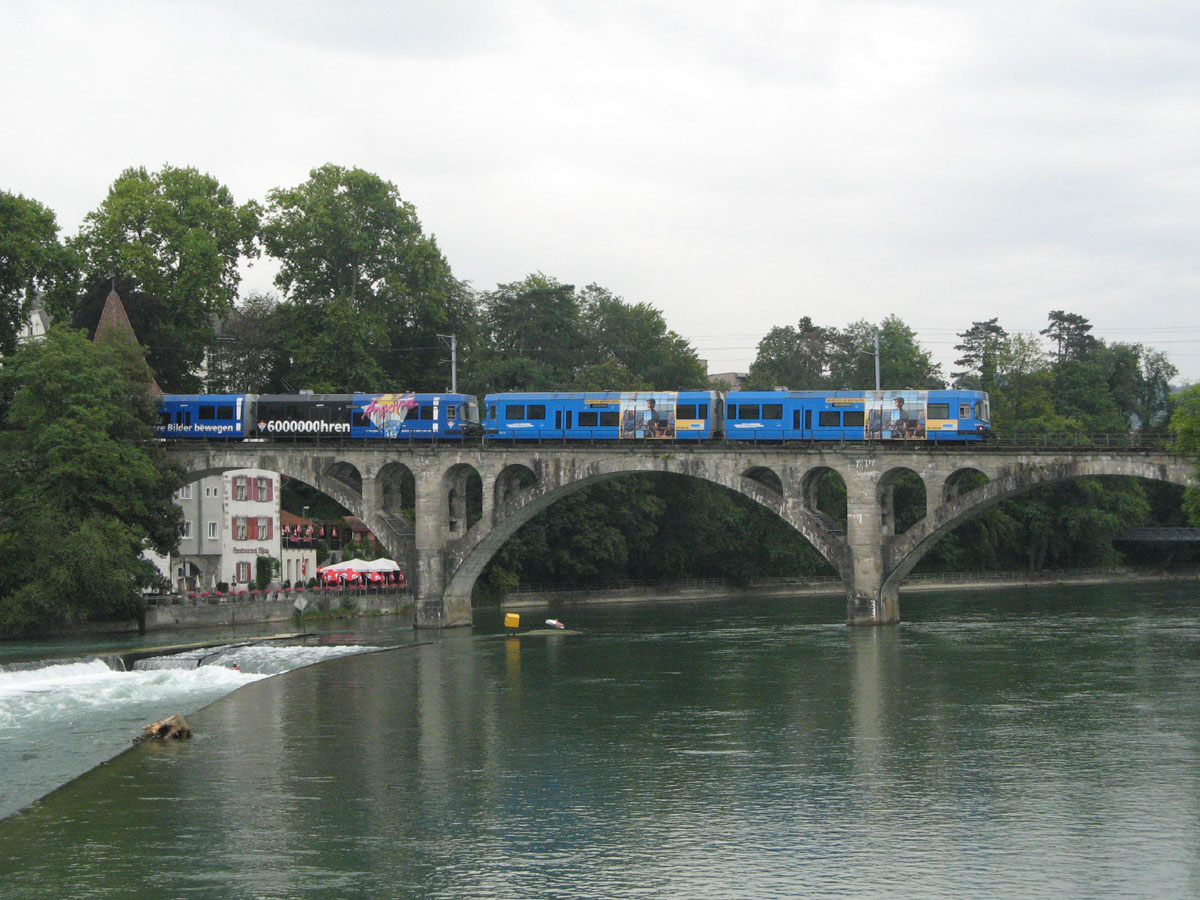
Die BD-Bahn fährt in Richtung Wohlen über die Reussbrücke

Bremgarten liegt am Schnittpunkt von vier bedeutenden Strassen: Die Hauptstrasse 1 von Wohlen über den Mutschellen nach Zürich, die Kantonsstrasse 281 nach Mellingen, die Kantonsstrasse 262 nach Affoltern am Albis und die Kantonsstrasse 296 in Richtung Zug. Der Durchgangsverkehr wird seit 1994 über eine fünf Kilometer lange Umfahrungsstrasse geleitet, die zwei kurze Tunnel aufweist. Die Oberstadt und Teile der Unterstadt sind autofrei, der Zugang mit motorisierten Fahrzeugen ist stark eingeschränkt.
Fünf Bahnhöfe und Haltestellen der von Wohlen nach Dietikon führenden S 17  der Bremgarten-Dietikon-Bahn erschliessen das Stadtgebiet. Von West nach Ost sind dies Bremgarten West, Isenlauf, Obertor, Bremgarten und Bibenlos-Sonnenhof. Mindestens halbstündlich verkehrende Züge ermöglichen Anschlüsse in Richtung Aarau und Zürich. Betrieblicher Mittelpunkt der meterspurigen Schmalspurbahn ist der seit 1958 bestehende Bahnhof Bremgarten an der Zürcherstrasse mit dem Depot und der Verwaltung der Bahngesellschaft Aargau Verkehr. Vom Bahnhof Bremgarten West, der einstigen Endstation der Wohlen-Bremgarten-Bahn, führte in Richtung Wohlen ein Dreischienengleis für normalspurige Güterzüge. Ende 2016 wurde es im Rahmen der Revision der Strecke zwischen Bremgarten West und Wohlen entfernt. Seit 1994 besteht die Haltestelle Obertor, die von 1902 bis 1958 Standort des alten Bahnhofs war. Die Haltestelle Isenlauf wurde 1986 eröffnet, Bibenlos-Sonnenhof kam im Jahr 2007 hinzu.
Vom Obertorplatz und vom Bahnhof Bremgarten aus verkehren fünf Postauto-Linien: Nach Baden (via Mellingen oder Stetten), Hermetschwil-Staffeln, Jonen und Zufikon. Eine Schnellbuslinie der Gesellschaft Limmat Bus führt von Bremgarten über Oberwil-Lieli und den Uetlibergtunnel zum Bahnhof Zürich-Enge. An Wochenenden verkehren Nachtbusse von Dietikon über Bremgarten und Wohlen nach Sarmenstorf sowie von Baden über Mellingen oder Stetten nach Bremgarten.

## Bildung

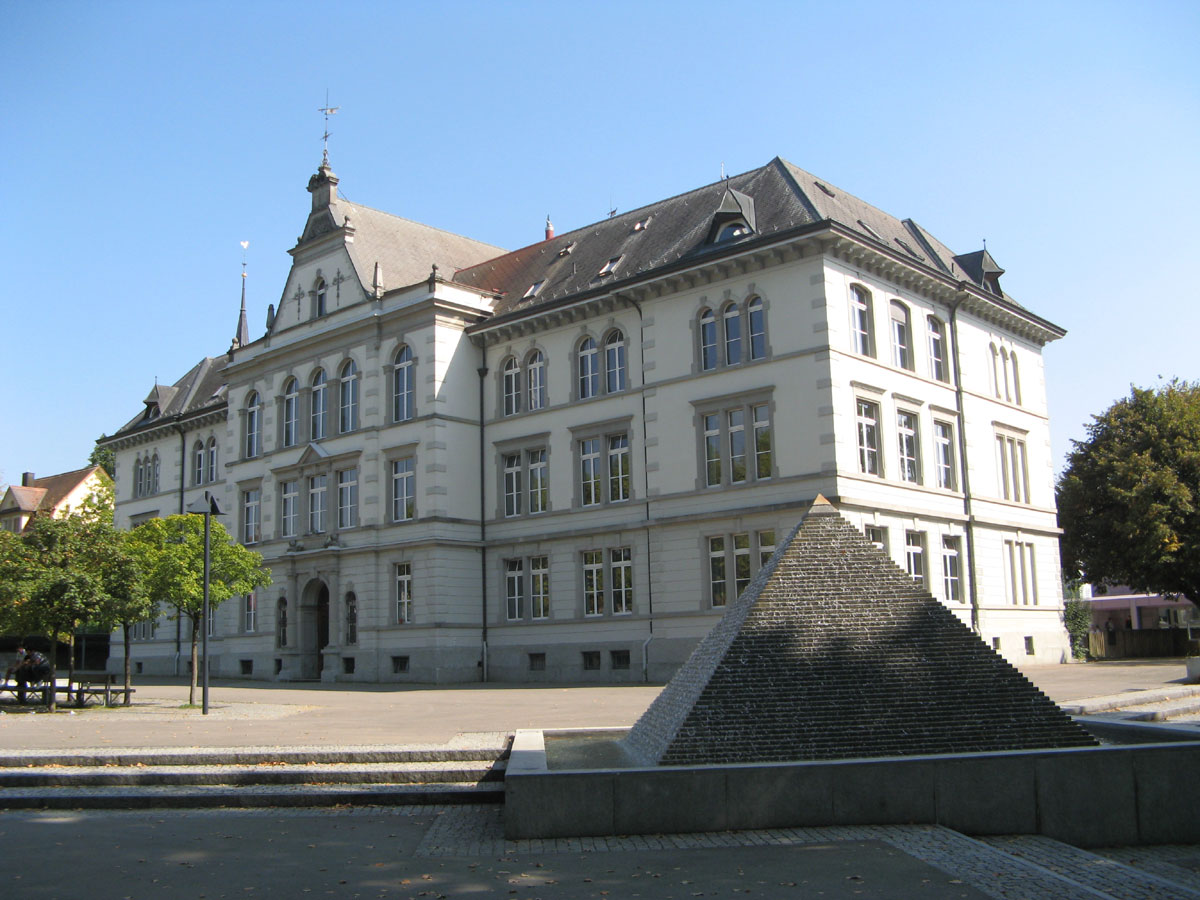
Stadtschulhaus am Obertorplatz

In Bremgarten werden alle obligatorischen Schulstufen angeboten (Kindergarten, Primarschule, Realschule, Sekundarschule und Bezirksschule), die von der zentralen Schulleitung der Gemeinde geführt werden. Es gibt fünf Kindergärten und sechs Schulhäuser. Die nächstgelegenen Gymnasien sind die Kantonsschule Wohlen und die Kantonsschule Baden.
Die 1889 gegründete private St. Josef-Stiftung führt im ehemaligen Kapuzinerkloster und in angrenzenden Gebäuden eine heilpädagogische Schule, eine Fachschule für sozialpädagogische Berufe und Wohngruppen für Schwerstbehinderte. Ausserdem gibt es eine Musikschule, eine Volkshochschule und die städtische Bibliothek.
Das Schulangebot der Stadt entwickelte sich aus der seit der zweiten Hälfte des 13. Jahrhunderts bestehenden Lateinschule heraus. Vor 1600 kam eine sog. Deutsche Schule hinzu, deren Sozialprestige jedoch gering war. Mädchen wurden im Kloster St. Klara unterrichtet. Erst die Gründung des Kantons Aargau 1803 schuf die Voraussetzungen zum Aufbau des organisierten Schulwesens. 1835 wurde die Bezirksschule geschaffen, die 1895 in das neu errichtete Stadtschulhaus am Obertorplatz einzog. 1963 wurde das Promenadenschulhaus eröffnet, 1971 das Gartenschulhaus und 1974 das Isenlaufschulhaus.

## Sport und Freizeit

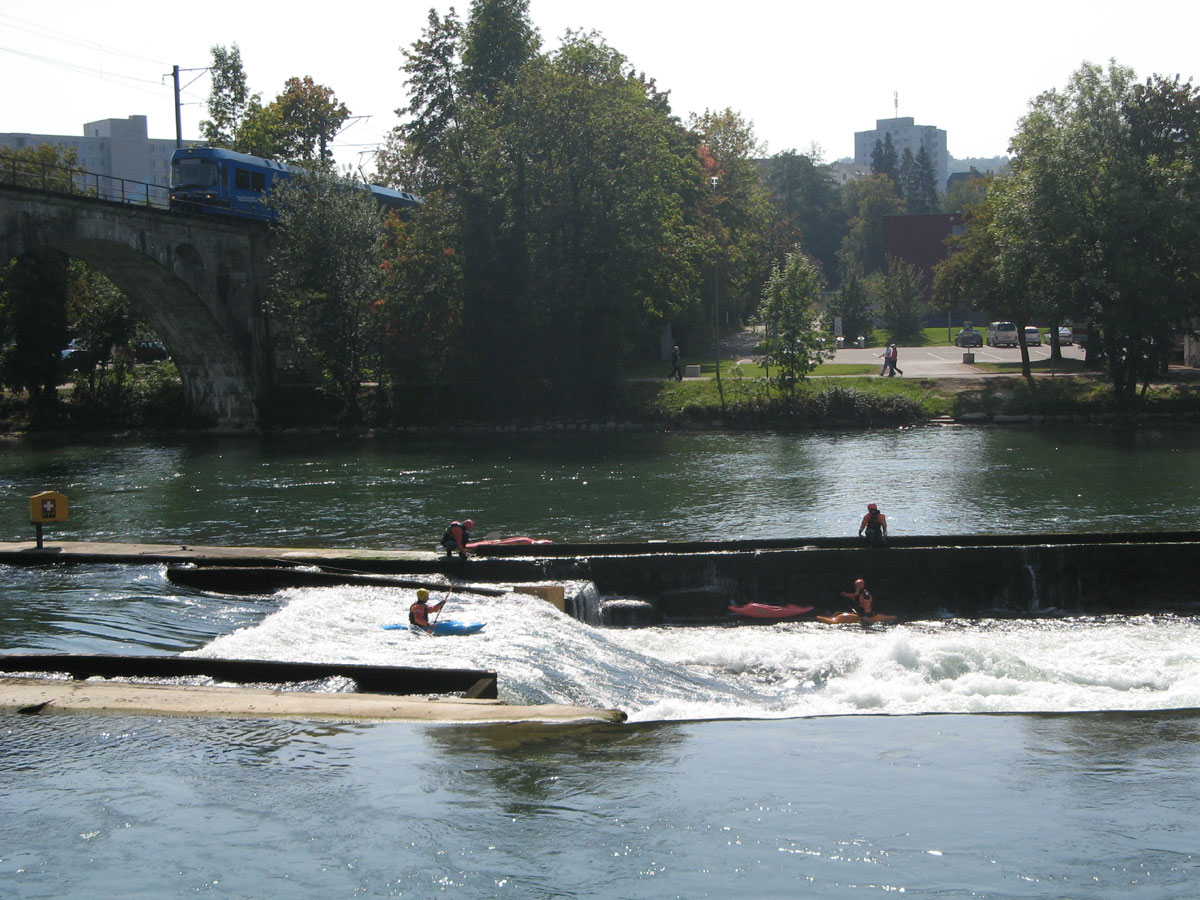
Kajakfahrer beim Playboating am oberen Wehr

Zwei Wehre in der Reuss erzeugen stehende Wellen, die in den Sommermonaten Hunderte von Wassersportlern anziehen. Das obere Wehr («Fällbaum» genannt) bei der Holzbrücke (Upper Wave) ist für Kajakfahrer geeignet, das untere Wehr bei der ehemaligen Bleiche (Honeggerwehr oder Lower Wave) gilt als einzige ideale Welle für Surfer in der Schweiz und als eine der besten in Europa.
Von 2001 bis 2003 wurde die Rad-Classique Bremgarten durchgeführt, ein internationales Radsportkriterium auf einem engen Rundkurs in der Altstadt. Die Sieger waren Martin Elmiger, Markus Zberg und Beat Zberg. Mangels Sponsoren wurde der Anlass eingestellt. Seit 2005 wird stattdessen der SwissCycling City-Sprint veranstaltet, ein Ausscheidungsrennen für Mountainbiker, das ebenfalls durch die Altstadtgassen führt. Ein weiteres wichtiges Sportereignis ist der seit 1983 im Februar ausgetragene Reusslauf mit rund 3500 Teilnehmern; die 10,5 km lange Laufstrecke führt der Reuss entlang nach Fischbach-Göslikon und zurück.
Zu den mitgliederstärksten Sportvereinen gehören der FC Bremgarten (Fussball), der TV Bremgarten (Turnen) und der SC Region Bremgarten (Schwimmsport). Am erfolgreichsten sind der UHC Bremgarten (Unihockey, ein Schweizermeistertitel der Frauen), der WSC Bremgarten (Wasserfahren, Schweizermeister 2007) und der TTC Bremgarten mit vielen Schweizermeistertiteln in Einzelkategorien, im Doppel und im Mixed. Im Isenlauf-Quartier befinden sich ein Schwimmbad und ein Hallenbad.

## Kultur

### Märkte

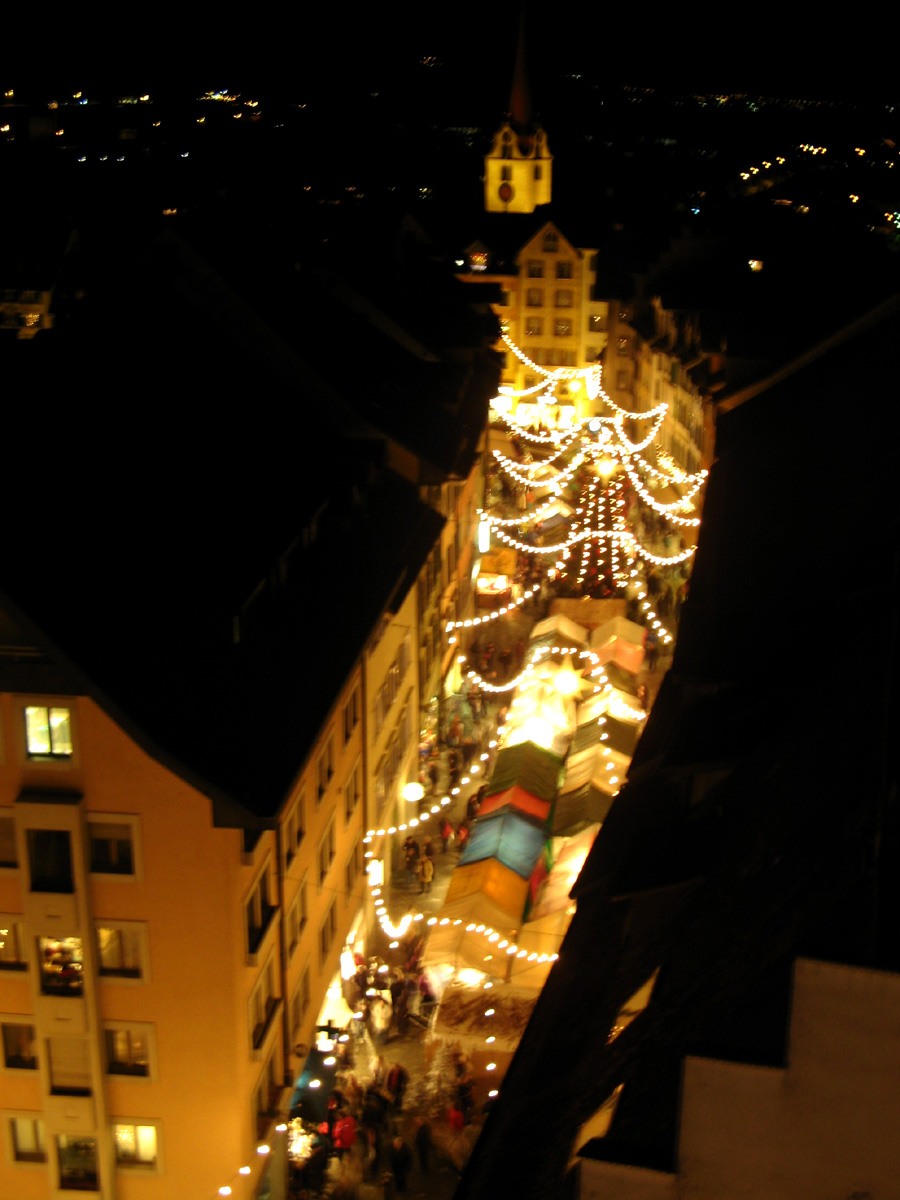
Christchindlimärt 2007 (Aussicht vom Spittelturm)

Bremgarten ist bekannt für seine vier grossen Märkte, die Zehntausende von Besuchern anziehen und für den Tourismus von hoher Bedeutung sind. Eine über 750-jährige Tradition besitzen der Ostermarkt am Ostermontag (inkl. Landmaschinenmarkt) und der Pfingstmarkt am Pfingstmontag. Der Altstadtmarkt findet an zwei Tagen Ende Oktober statt und steht im Zeichen des Kunsthandwerks. Seit 1995 wird Anfang Dezember an vier Tagen der Christchindlimärt durchgeführt. Mit über 100.000 Besuchern und mehr als 300 Marktständen ist er mittlerweile der grösste Weihnachtsmarkt der Schweiz und hat inzwischen internationale Ausstrahlung erlangt. Darüber hinaus werden von März bis November jeden Mittwoch und Samstag Wochenmärkte abgehalten.

### Theater, Musik und Film
Die Operettenbühne Bremgarten führt im Zweijahresrhythmus bekannte Operetten auf, mit jeweils rund 30 Vorstellungen. In den Zwischenjahren organisiert der Verein klassische Konzerte. Das Kellertheater Bremgarten im Schellenhaus ist eine überregional bekannte Institution im Bereich der Kleinkunst und wird von der Gemeinde und dem Kanton finanziell unterstützt. Mit dem Arabas Cirque Jeunesse verfügt Bremgarten seit 1996 über einen Kinder- und Jugendzirkus. Im Depot der Bremgarten-Dietikon-Bahn organisiert das Verkehrsunternehmen BDWM Transport alle zwei Jahre die Veranstaltung Kultur im Depot.
Der Film Die Standesbeamtin von Micha Lewinsky, der 2009 in die Kinos kam, wurde überwiegend in der Altstadt von Bremgarten gedreht.

### Museen
Die Wasserräder der 1281 erstmals erwähnten Bruggmühle, auf einer kleinen Insel am westlichen Brückenkopf gelegen, trieben in früheren Jahrhunderten unter anderem eine Getreidemühle, eine Sägerei und eine Spinnerei an. Seit 1895 dient die Bruggmühle als Wasserkraftwerk. 2005 wurde im Mühlengebäude das Museum Reusskraftwerk Bremgarten eröffnet. Gezeigt werden die alten, denkmalgeschützten Anlagen des Wasserkraftwerks und wechselnde Ausstellungen zur Geschichte der Mühle.
Das Stadtmuseum befindet sich in der Unterstadt am Kornhausplatz, in den Räumlichkeiten einer ehemaligen Kunstgalerie. Es wurde 1997 eröffnet und zeigt Objekte und Bilder zu Vergangenheit und Gegenwart der Stadt Bremgarten.

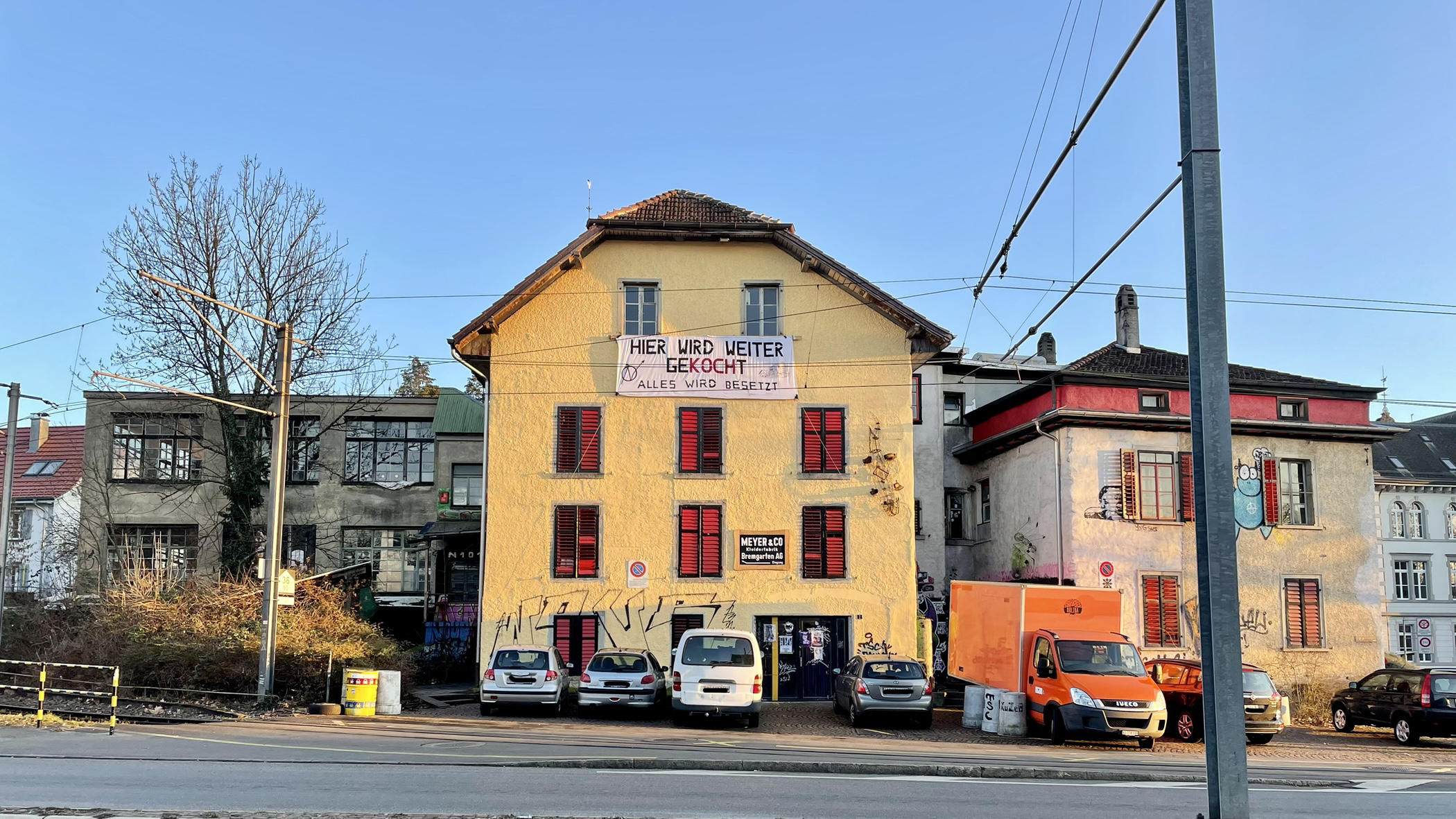
Alternatives Kulturzentrum KuZeB

### Alternative Kultur
Im Juni 1990 besetzten Jugendliche eine seit 16 Jahren leerstehende Kleiderfabrik. Im darauf folgenden Jahr gründete sich der «Verein KulturZentrum Bremgarten KuZeB», der sich zum Ziel setzte, eine kleine Version der Wohlgroth in Zürich zu schaffen. Seit 1992 steht der Verein mit dem Eigentümer des Fabrikgebäudes in einem Mietverhältnis. Das kulturelle Angebot des KuZeB reicht von Konzerten der Alternativ- und Subkultur internationalen Formats bis hin zu Lesungen und politischen Vorträgen. In Teilen der Bevölkerung führt das Erscheinungsbild des Gebäudes zu Ablehnung.

## Persönlichkeiten
Folgende Persönlichkeiten sind in Bremgarten geboren. Die Auflistung erfolgt chronologisch nach Geburtsjahr.
- Niklas von Wyle (um 1410–nach 1478), frühhumanistischer Schriftsteller und Übersetzer
- Johannes Feierabend (1440–1508), Abt von Muri
- Werner Schodoler (1490–1541), Chronist
- Johannes Aal (um 1500–1551), Theologe, Komponist und Dramatiker
- Heinrich Bullinger (1504–1575), Reformator
- Hanns Wagner (1522–1590), Dramatiker
- Paul Widerkehr (1580–1649), Künstler
- Gerhard Bürgisser (1608–1670), Abt von Wettingen
- Bonaventura Honegger (1609–1657), Abt von Muri
- Marian Ryser (1620–1680), Abt von Wettingen
- Johann Melchior Gletle (1626–1683), Organist, Kapellmeister und Komponist
- Plazidus Zurlauben (1646–1723), Fürstabt von Muri
- Maria Ursula Zurlauben (1651–1727), Äbtissin und Priorin aus dem Zuger Geschlecht Zurlauben
- Bonaventura Bucher (1719–1776), Fürstabt von Muri
- Franz Anton Kolin (1723–1792), Pannerherr, Landvogt und Militär
- Joseph Anton Weißenbach (1734–1801), Theologe und Geistlicher
- Ludwig Fidel Weissenbach (1750–1814), Regierungsrat und Richter
- Benedikt Geygis (1752–1818), Abt des Klosters Wettingen
- Heinrich Johann Nepomuk Weber (1767–1847), Regierungsrat
- Franz Sinesius Weissenbach (1782–1848), Politiker und Richter
- Franz Waller (1803–1879), Politiker und Salinendirektor
- Plazid Weissenbach sr. (1814–1858), Ständerat und Richter
- John Moses Brunswick (1819–1886), Unternehmer
- Elisabetha Josepha Weissenbach (1833–1884), Pädagogin
- Jakob Stammler (1840–1925), Kunsthistoriker und römisch-katholischer Bischof
- Plazid Weissenbach jr. (1841–1914), Nationalrat und SBB-Generaldirektor
- Robert Weissenbach (1851–1907), Bezirksgerichtspräsident und Nationalrat
- Hans Bader (1875–1935), evangelischer Pfarrer in Zürich
- Hans Burger (1889–1973), Forstwissenschaftler
- Paul Hausherr (1901–1987), Jurist, Politiker, Verfasser der Strafprozessordnung
- Felix Schwarz (1917–2013), Architekt
- Rosmarie Baltensweiler (1927–2020), Designerin, Innenarchitektin und Unternehmerin
- Hugo Wyler (1928–2023), Chemiker
- Silvio Blatter (* 1946), Schriftsteller
- Stephan Joho (* 1963), Radrennfahrer
- Arno Küttel (* 1963), Radrennfahrer